# Économie (discipline)
Pour les articles homonymes, voir Économie.
Pour l'activité humaine, voir Économie (activité humaine)
L'économie, ou science économique, provenant du grec ancien οἰκονομία / oikonomía, contraction de οἶκος / oikos (« maison ») et de νόμος / nomós (« loi »), ce qui signifie « administration d'un foyer », est une discipline des sciences sociales qui étudie l'économie en tant qu'activité humaine, qui consiste en la production, la distribution, l'échange et la consommation de biens et de services.
Si dans l'Antiquité Xénophon et Aristote ont chacun écrit un traité sur l'économie, c'est à partir du XVIe siècle que se développe la pensée économique moderne, avec le mercantilisme, puis au XVIIIe siècle avec les physiocrates. L'économie politique débute à la fin du XVIIIe siècle avec Adam Smith, puis David Ricardo ou encore Jean-Baptiste Say (les classiques) au début XIXe siècle. C'est avec la révolution marginaliste à la fin du XIXe siècle que l'économie se constitue comme une discipline scientifique et s'institutionnalise.
Au sein de la discipline, on distingue deux grandes approches : la macroéconomie, qui étudie les grands agrégats économiques (épargne, investissement, consommation, croissance économique), et la microéconomie, qui étudie le comportement des agents économiques (individus, ménages, entreprises) et leurs interactions, notamment sur les marchés.
Comme dans d'autres disciplines, l'économie se décline selon un spectre depuis la théorie économique, qui vise à construire un corpus de résultats fondamentaux et abstraits sur le fonctionnement de l'économie, jusqu'à l'économie appliquée, qui utilise les outils de la théorie économique et des disciplines connexes pour étudier des domaines importants comme l'environnement, le travail, la santé, l'immobilier, l'organisation industrielle ou encore l'éducation.

## Définition
L'économie en tant que discipline a reçu des définitions différentes au cours du temps. En 1776, Adam Smith conçoit, dans ses Recherches sur la nature et les causes de la richesse des nations, l'économie comme d'emblée politique, en ce qu'elle serait une branche de la science du législateur. En 1815, Jean-Baptiste Say écrit que l'économie « nous enseigne comment les richesses sont produites, distribuées, consommées dans une société »,.

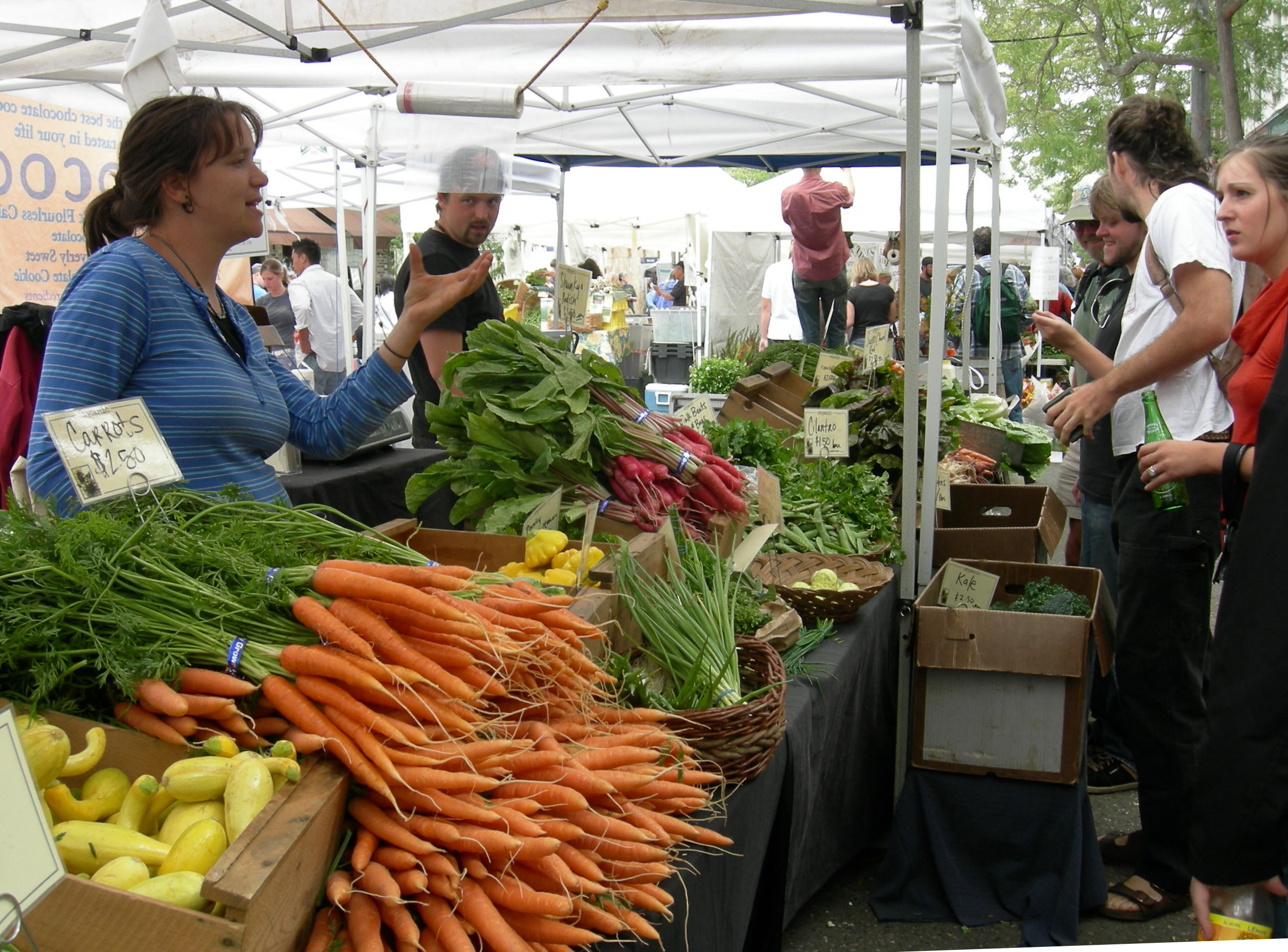
L'économie étudie les échanges de biens comme ceux pratiqués sur ce marché.

Certaines définitions de l'économie insistent sur la relation entre l'économie et la rareté, et fait de la discipline celle de l'étude de la gestion de la rareté. Lionel Robbins, dans son Essai sur la nature et la signification de la science économique (1932), écrit que « l'économie est la science qui étudie le comportement humain comme une relation entre des fins et des moyens rares à usages alternatifs ». Raymond Barre, dans son Économie politique (1976), écrit que « l'économie politique est la science de l'administration des ressources rares dans une société humaine. Elle étudie les formes que prend le comportement humain dans l'aménagement onéreux du monde extérieur, en raison de la tension qui existe entre des désirs illimités et les moyens limités des agents économiques ».

## Histoire

### Origines de la pensée économique
Les origines de la pensée économique remontent aux civilisations mésopotamienne, grecque, indienne, chinoise, perse et arabe.

#### Civilisations mésopotamiennes
À partir de la fin du VIe millénaire av. J.-C. les cités-États de Sumer ont développé leurs commerces et leurs économies à partir des marchés de matières premières.
Les premiers codes de loi de Sumer pourraient être considérés comme les premiers écrits économiques, dont de nombreux attributs sont encore en usage dans la valorisation des prix d'aujourd'hui tels les montants codifiés d'échange d'argent lors des échanges commerciaux (taux d'intérêt), amendes, règles d'héritage, lois concernant la façon dont la propriété privée doit être imposée ou divisée, etc..

#### Monde grec
Dans la Grèce antique, le terme économique apparaît comme le titre d'un traité de Xénophon (Économique) et d'un ensemble de traités attribués à Aristote (Économiques), dont l'objet est la connaissance et la formulation des lois (« nomos ») permettant d'optimiser l'utilisation des biens d'une maison (« oikos »), considérée comme unité collective de production d'une famille élargie ou d'un clan.
Chez Aristote, la richesse est considérée du point de vue de l'abondance des biens produits et de leur utilité, non de l'accumulation de monnaie par l'usure ou le négoce dont les procédés font l'objet d'une autre discipline qu'Aristote appelle chrématistique (de khréma (la richesse) et -atos (degré superlatif)) et qu'il considère comme des activités stériles, voire déshonorantes dans l'Éthique à Nicomaque).
L'Économique est explicitement distingué du terme Politique, laquelle fait l'objet d'un autre traité d'Aristote et vise à établir l'harmonie et la justice entre les différentes classes de personnes et de familles qui constituent la cité.

#### Inde
Le philosophe indien Vishnugupta Chânakya (340-293 av. J.-C.), conseiller auprès du trône de l'Empire maurya de l'ancienne Inde, développe de nombreux concepts économiques, notamment dans son œuvre principale Arthashastra (La Science des richesses et du bien-être),,.

#### Moyen Âge

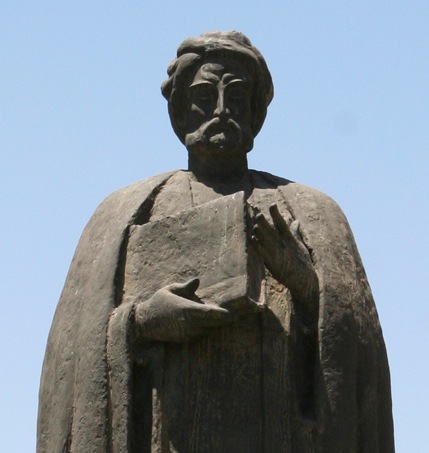
Après avoir découvert la Muqaddima (1377), Joseph Schumpeter voit en Ibn Khaldoun (1332-1406) le plus proche précurseur de l'économie moderne, même si la plupart de ses théories économiques ne furent connues en Europe qu'à une époque relativement récente.

Au Moyen Âge les penseurs économiques sont avant tout des théologiens comme Thomas d'Aquin ou Ibn Khaldoun.
Dans sa Somme théologique, Thomas d'Aquin examine de nombreuses questions de nature économique, dont la justification de la propriété privée, du commerce et du profit.
Raisonnant dans le cadre du droit naturel, les penseurs scolastiques, ils préfigurent l'économie moderne dans le domaine de la politique monétaire, de l'intérêt, et la théorie de la valeur dans le cadre du droit naturel.
Leur apport majeur est la critique de l'usure, critique largement contestée par l'économie moderne, particulièrement par Eugen von Böhm-Bawerk.

### Les débuts de l'économie comme discipline à part

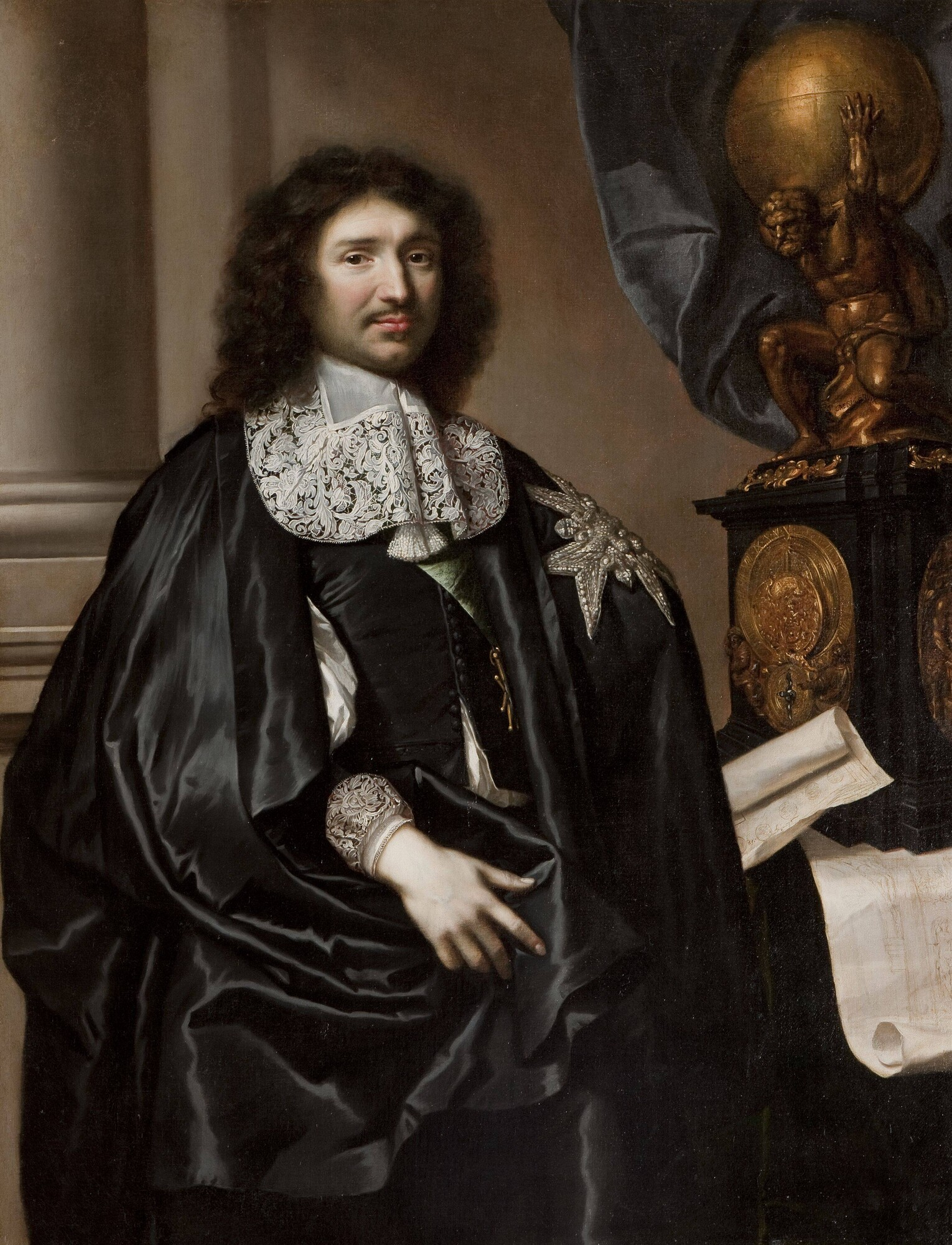
Jean-Baptiste Colbert (1619-1683) est la grande figure du mercantilisme en France.

#### XVesiècle-XVIIesiècle
À partir de la seconde moitié du XVe siècle et jusqu'au milieu du XVIIIe siècle, la pensée économique se structure autour de la doctrine du mercantilisme. Ce courant correspond à l'émergence de la notion d'État face au pouvoir papal et au système féodal. Le rôle de l'économiste est alors de permettre l'enrichissement de son souverain.
Les penseurs mercantilistes prônent le développement économique par l'enrichissement des nations au moyen du commerce extérieur qui permet de dégager un excédent de la balance commerciale grâce à l'investissement dans des activités économiques à rendement croissant. Ils accordent un rôle primordial à l'État et prône des politiques protectionnistes établissant des barrières tarifaires et encourageant les exportations tout en visant à l'unification du marché national. Cette doctrine économique connaît son apogée du XVIe  au  XVIIIe siècle. Elle estime que la richesse d'une nation dépend de l'importance de sa population et de l'accumulation d'or et d'argent. Les nations qui n'ont pas accès aux mines peuvent obtenir l'or et l'argent en favorisant leur outil productif et en stimulant leurs exportations,.
C'est au XVIIe siècle qu'apparaît la notion d'économie politique avec la publication d'Antoine de Montchrestien Traité d'économie politique (1615).

#### XVIIIesiècle

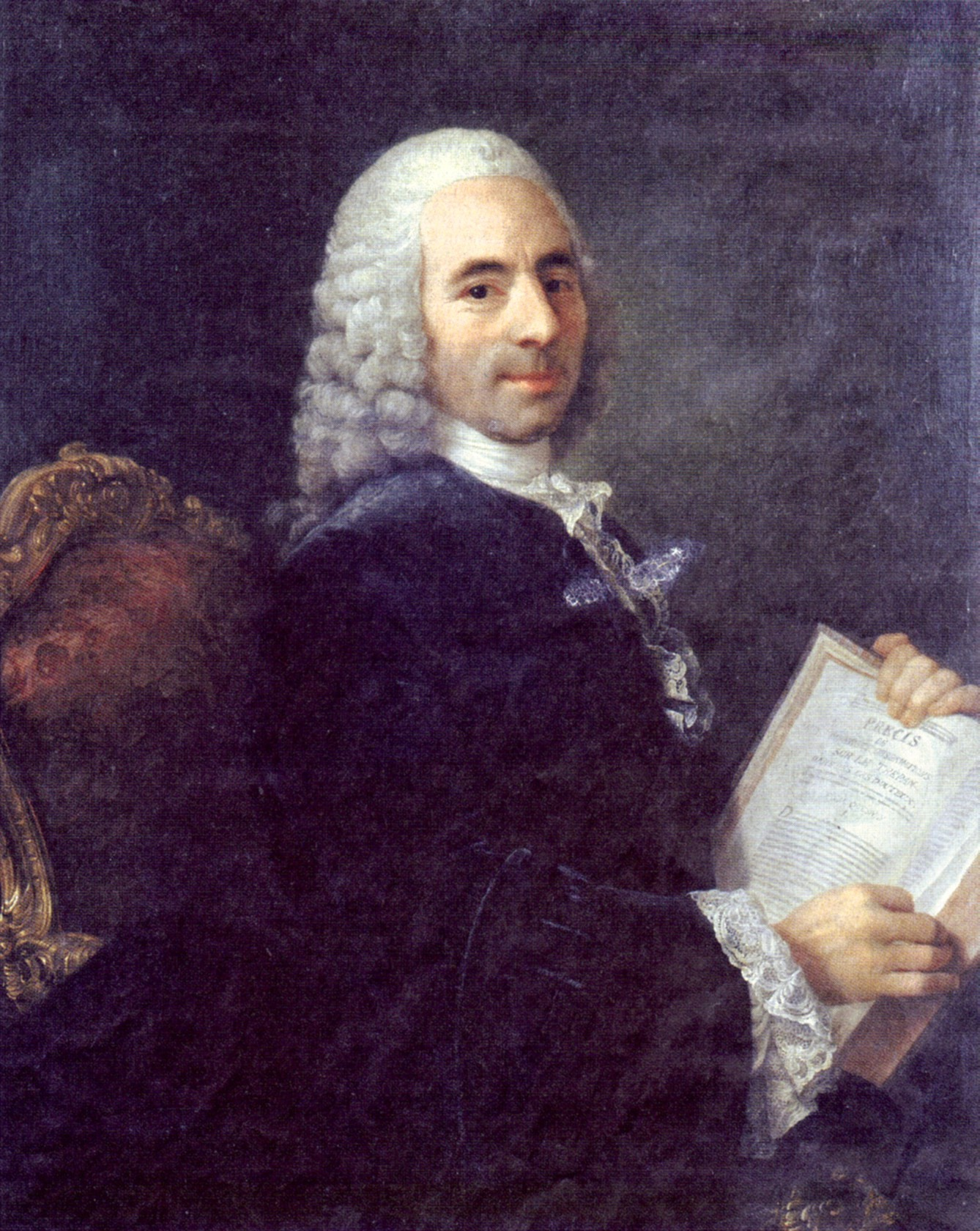
François Quesnay (1694-1774) est le chef de file de l'école physiocrate. Il est l'auteur du ' (1759).

Dans la seconde moitié du XVIIIe siècle, la doctrine mercantiliste est remise en cause par les physiocrates d'une part et par la naissance de l'économie classique avec Adam Smith d'autre part.
Inspirés en particulier par des ouvrages comme celui de Richard Cantillon, Essai sur la nature du commerce en général (1755) les physiocrates considèrent que la seule activité réellement productive est l'agriculture. La terre multiplie les biens : une graine semée produit plusieurs graines. Au bout du compte, la terre laisse un produit net ou surplus. L'industrie et le commerce sont considérés comme des activités stériles car elles se contentent de transformer les matières premières produites par l'agriculture.
Les physiocrates s'attachent à la recherche des lois naturelles qui régissent les activités des hommes. Ils ont notamment schématisé l'économie comme un flux de revenus et de dépenses améliorant le modèle de Boisguilbert,.

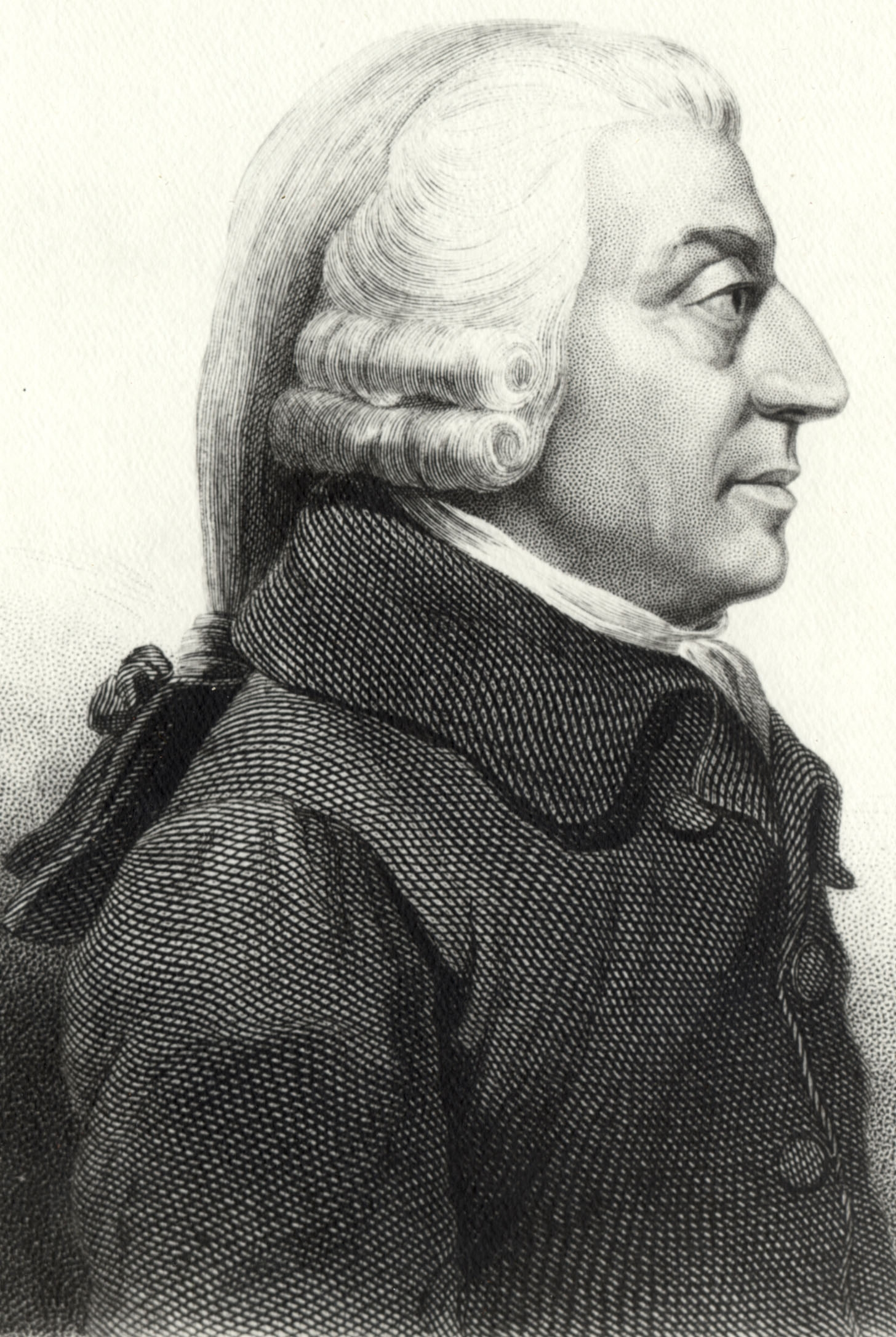
Adam Smith (1723-1790) est un philosophe et économiste écossais. Son ouvrage Recherches sur la nature et les causes de la richesse des nations (1776) est considéré comme l'ouvrage fondateur de l'économie politique classique.

En 1776, Adam Smith publie Recherches sur la nature et les causes de la richesse des nations, considéré comme l'ouvrage fondateur de l'économie classique. Cette publication propose une synthèse cohérente des connaissances économiques de cette époque. Si Adam Smith est aujourd’hui surtout connu en tant qu’économiste, il se considérait avant tout comme professeur de philosophie morale (qu’il avait enseignée à Glasgow). Ainsi, la Richesse des nations ne traite pas seulement d’économie (au sens moderne), mais aussi d’économie politique, de droit, de morale, de psychologie, de politique, d’histoire, ainsi que de l’interaction et de l’interdépendance entre toutes ces disciplines. L’ouvrage, centré sur la notion d'intérêt personnel, forme un ensemble avec la Théorie des sentiments moraux, où il avait exposé la sympathie inhérente à la nature humaine.

### XIXesiècle: l'affirmation de la discipline économique

#### Économie politique classique

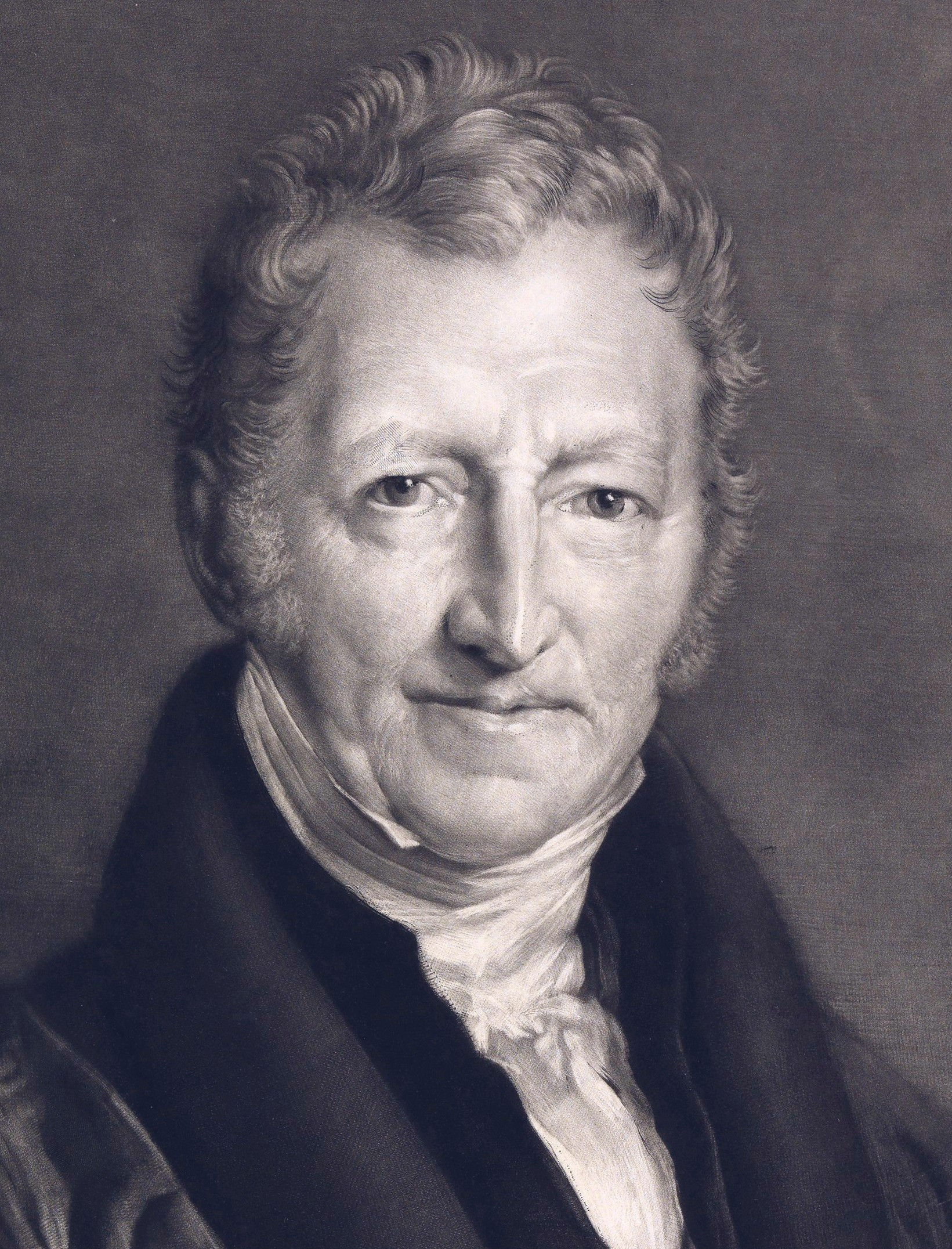
Thomas Malthus (1766-1834) préconise un contrôle de la population car il craint que les ressources naturelles ne soient pas infiniment exploitables. Il est l'auteur de l'' (1798).

Pour Adam Smith, l'augmentation de la population est synonyme d'augmentation de la richesse. Thomas Malthus, pasteur chargé de l'aide aux pauvres dans sa commune, est frappé par la misère engendrée par les mauvaises récoltes de 1794 à 1800. Il s'intéresse alors aux problématiques du progrès, de la croissance de la population et de la richesse. Son ouvrage principal, Essai sur le principe de population (1798), connait une grande popularité et conduit à un des premiers recensements de la Grande-Bretagne.

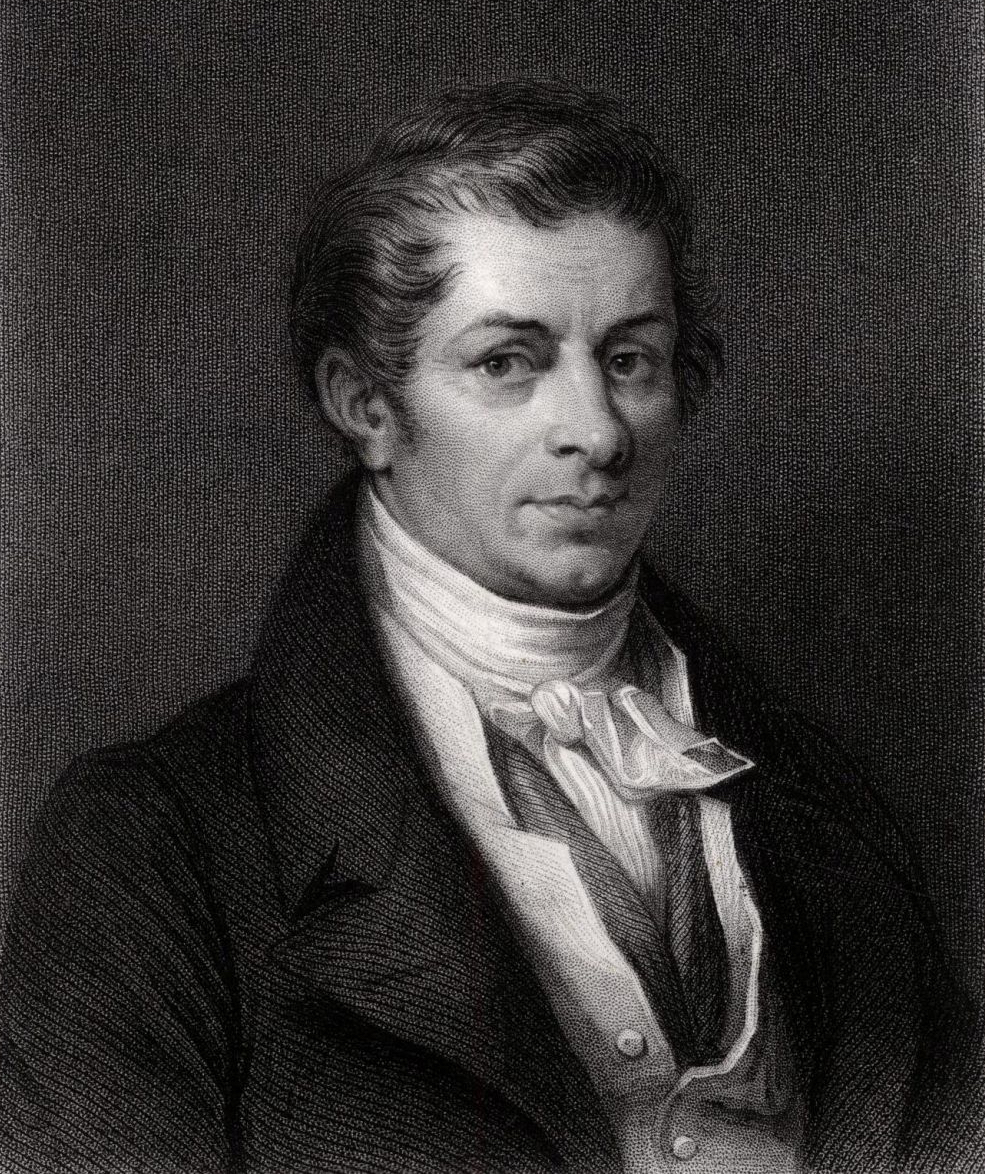
Jean-Baptiste Say, industriel et économiste français est l'auteur du ' (1803). On lui attribue la « loi des débouchés ».

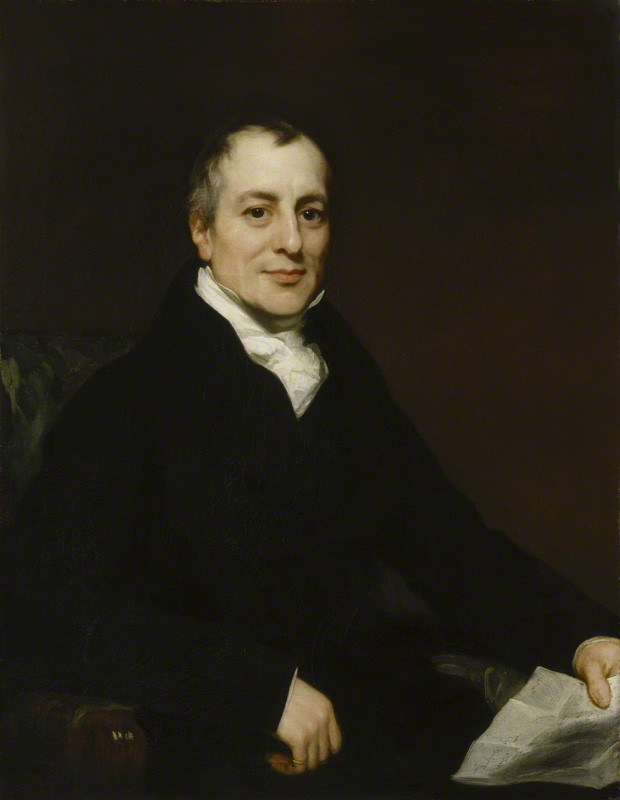
David Ricardo (1772-1823) est l'auteur Des principes de l'économie politique et de l'impôt (1817). On lui doit notamment la théorie des avantages comparatifs qui est une des théories fondatrice de l'économie internationale.

Avec la publication Des principes de l'économie politique et de l'impôt (1817), l'économiste et philosophe britannique David Ricardo développe et enrichit les thèses de la valeur, du libre-échange popularisées par Adam Smith.
Pour Daniel Villey, « les bases essentielles du système ricardien — la loi de la population, la loi des rendements décroissants, la théorie de la rente — viennent de Malthus ». Pour Malthus, la population a tendance à augmenter géométriquement alors que la production de denrées alimentaires ne s'accroît que de manière arithmétique. Pour rétablir l'équilibre, la Nature dresse des obstacles efficaces (famines, épidémies, etc.) mais inhumains. Pour Malthus, un pasteur, il conviendrait plutôt de limiter la reproduction par des moyens artificiels. Il y a chez lui un certain pessimisme sur les capacités d'augmenter la production du fait de la loi des rendements décroissants, de la limitation des ressources naturelles et de la propension des humains à proliférer, qui devraient conduire à des famines. Les travaux de Malthus conduisent Thomas Carlyle à qualifier l'économie de « science lugubre ». Malthus conteste également qu'une économie de marché conduise automatiquement au plein emploi comme le fera également Keynes plus tard.
Alors qu'Adam Smith s'intéressait à la production de revenus, David Ricardo axe ses recherches sur la distribution des revenus entre les propriétaires fonciers qui perçoivent des rentes, les travailleurs qui reçoivent des salaires (qui sont liés au minimum nécessaire pour subsister et donc au prix du blé) et les capitalistes dont les revenus sont constitués par les profits. Au centre de la problématique ricardienne se trouve le problème de la rente foncière (pour lui, la croissance de la population et des capitaux se heurte à une offre inchangée de terre qui pousse la rente foncière vers le haut et entraîne une baisse des salaires et des profits. L'œuvre de Ricardo se situe dans le contexte de l'abolition des corn laws qui favorisent les propriétaires terriens et de la conversion de l'Angleterre au libre-échange dont Ricardo avec la loi des avantages comparatifs est l'un des grands théoriciens.
À la fin de la tradition classique, John Stuart Mill (1806-1873) se distingue des économistes antérieurs de cette école sur la question de la redistribution des revenus produits par le marché. Il attribue deux rôles au marché : une capacité à répartir des ressources et une capacité à répartir les revenus. Si le marché est efficace dans l'allocation des ressources, il l'est moins dans la distribution des revenus, ce qui oblige la société à intervenir.

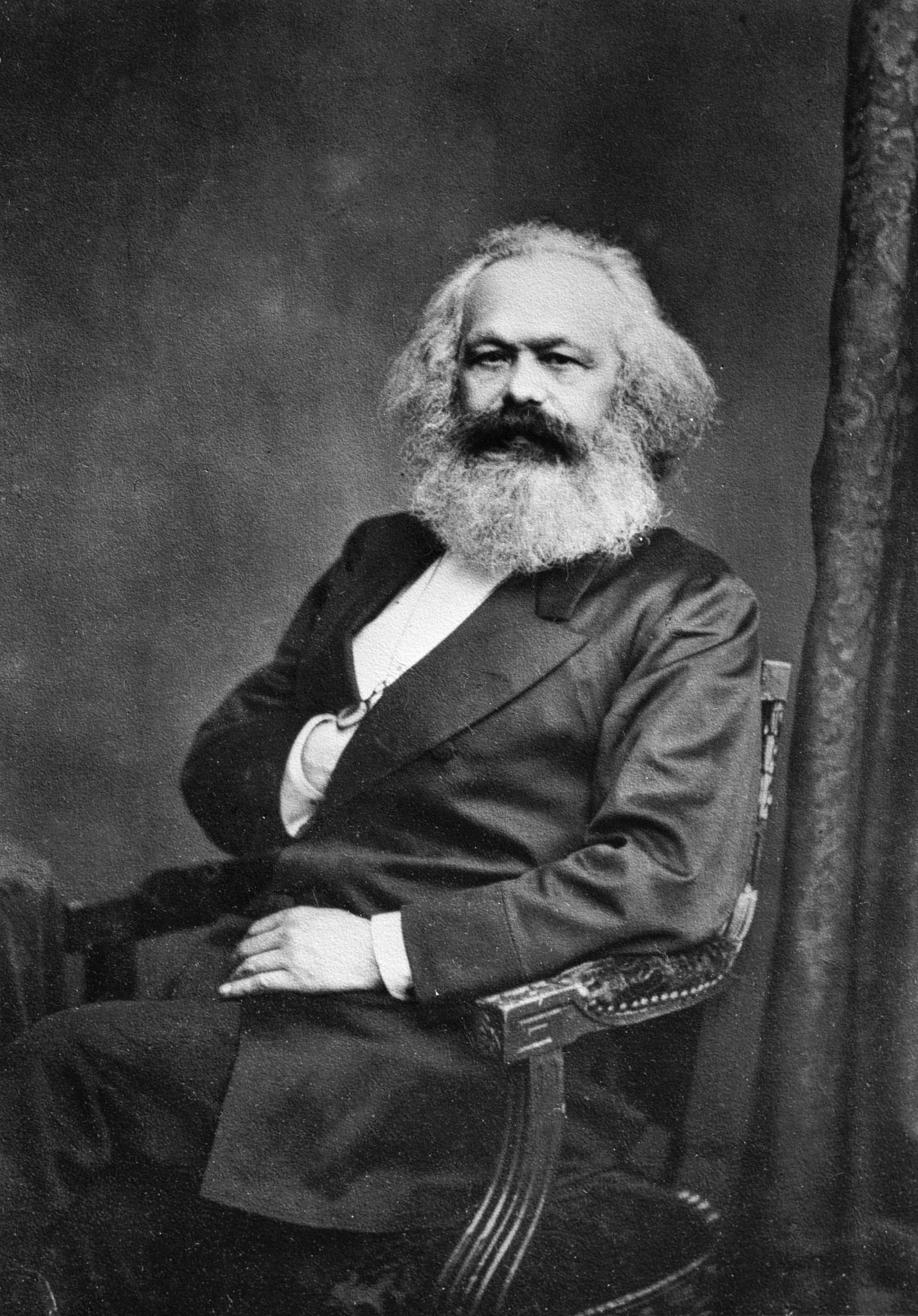
Karl Marx est l'auteur de ', publiés en 1867, 1885 et 1894).

La théorie de la valeur est un concept important dans la théorie classique. Adam Smith écrit que le prix réel de chaque chose est le labeur ou le travail et la peine de l'acquérir sous influence de sa rareté. Il soutient que, avec les rentes et les profits, les frais autres que les salaires entrent aussi dans le prix d'un produit. David Ricardo a systématisé et simplifié cet aspect de la pensée smithienne en élaborant ce qui a été appelé la « théorie de la valeur travail » qui a été plus tard reprise par Karl Marx alors que les néo-classiques lui ont substitué la théorie de l'utilité marginale.

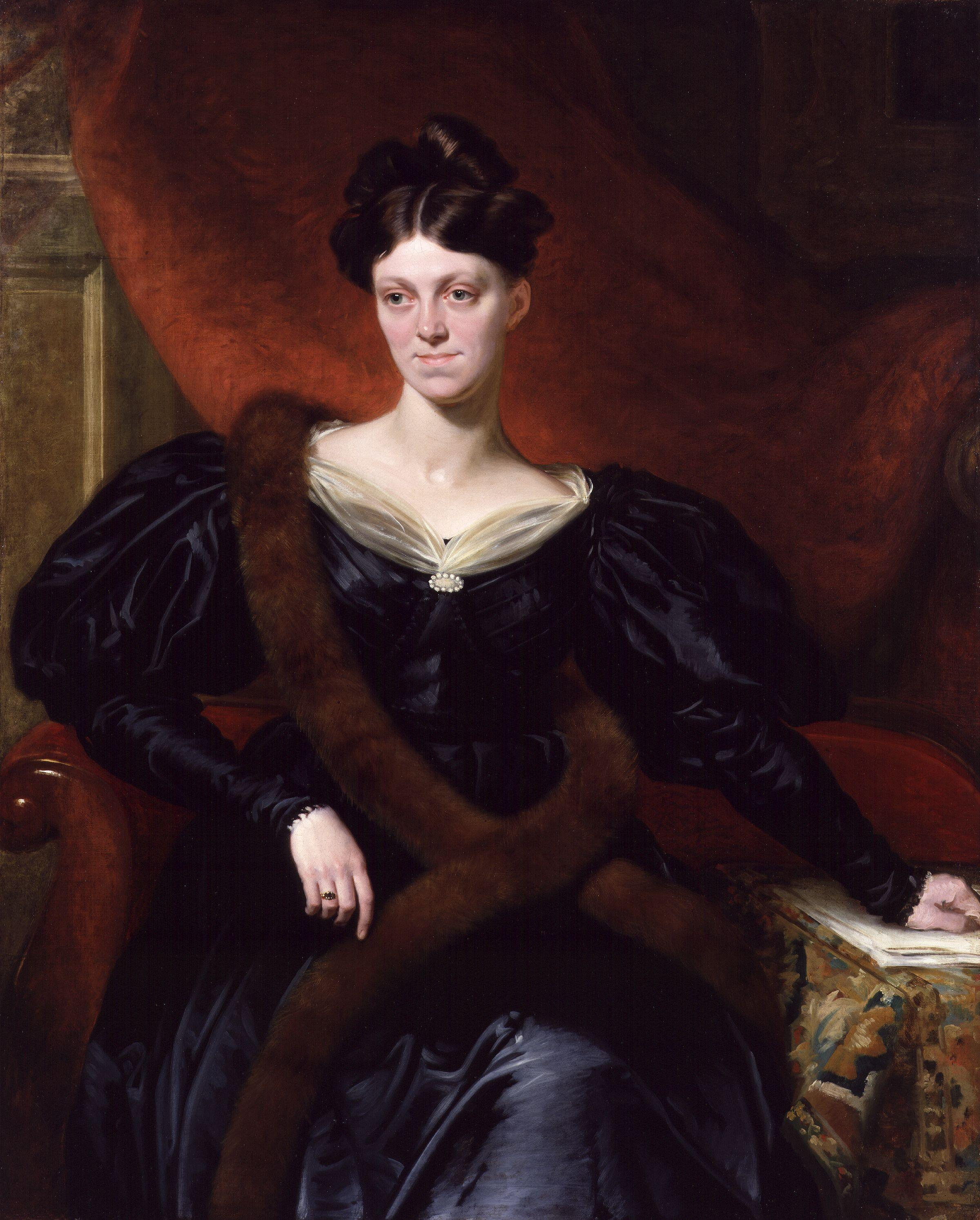
Harriet Martineau autrice d'ouvrages de vulgarisation d'économie politique.

Harriet Martineau entame un projet de vulgarisation des concepts de la science économique naissante. À travers des anecdotes et des dialogues, elle fait découvrir à ses lecteurs les principes de l'économie de marché et la pensée d'Adam Smith, David Ricardo, Thomas Malthus et Jeremy Bentham. Elle publie d'abord Illustrations of Political Economy (1832-1834), puis Poor Laws and Paupers Illustrated (1833-1834) et Illustrations of Taxation (1834).

#### Révolution marginaliste
La révolution marginaliste survient vers 1870-1871 quand Léon Walras, William Stanley Jevons et Carl Menger introduisent le concept d'utilité marginale centré sur la valeur pour le consommateur et récusent la valeur travail. Toutefois, entre les trois fondateurs du marginalisme, il est possible de relever de fortes différences.

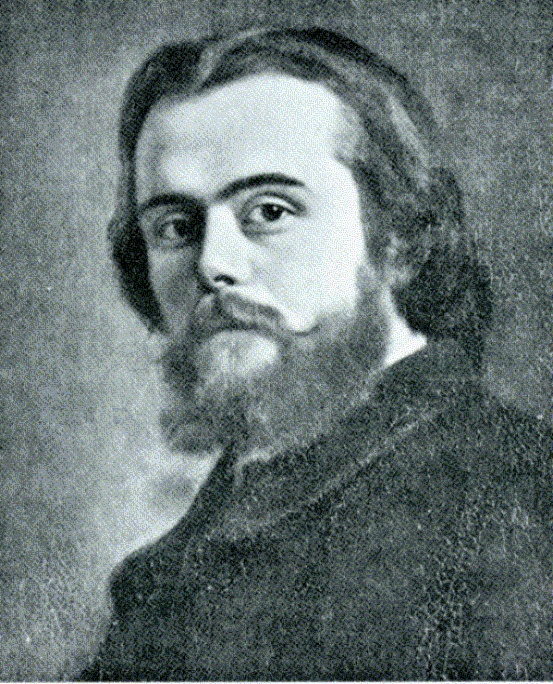
Léon Walras (1834-1910) est considéré comme le fondateur de l'école de Lausanne, de la théorie de l'équilibre général et du concept de monopole naturel.

Léon Walras adopte une approche hypothético-déductive et propose un système d'équilibre général très abstrait.

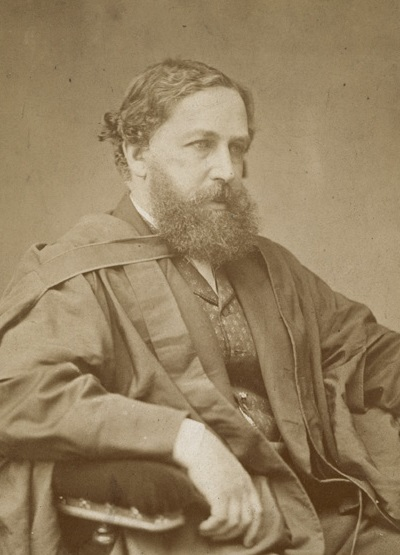
Stanley Jevons (1835-1882) est un des fondateurs du marginalisme et de la pensée néoclassique.

Stanley Jevons, tout comme Léon Walras, veut également mathématiser l'économie mais il est plus inductif, il veut partir de l'étude des faits, des réalités, en raisonnant dans un cadre qui reste utilitariste (raisonnement sur le plan du plaisir et de la peine ou des avantages et inconvénients). Cette démarche aura une forte influence sur l'économie notamment aux débuts du vingtième siècle et marque toute l'économie appliquée actuelle.

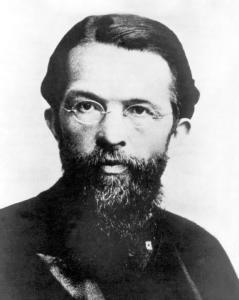
Carl Menger (1840-1921), le fondateur de l'école autrichienne.

Carl Menger rejette l’usage des mathématiques et considère l’utilisation d’équations simultanées « à la Walras » comme incapable de mettre en lumière les relations causales ainsi que de rendre compte de la fugacité des échanges. Il trouve qu'il y a quelque chose de collectiviste chez le fondateur de l'école de Lausanne ; ce que cherche Menger, c’est une science capable de rendre compte du comportement des agents, de saisir l’essence des phénomènes économiques.

#### Institutionnalisation de la discipline
À la fin du XIXe siècle et au début du XXe siècle, les sciences économiques se structurent comme une discipline académique avec la création de départements d'économie dans les universités, de revues académiques spécialisées et d'associations professionnelles.
Par exemple aux États-Unis, le département d'économie de l'université Harvard est créé en 1897 et le département d'économie de l'université de Californie à Berkeley est créé en 1903,. L'American Economic Association est créée en 1885, le Quarterly Journal of Economics en 1886, le Journal of Political Economy en 1892 et l'American Economic Review en 1911.
Au Royaume-Uni, la British Economic Association, ancêtre de la Royal Economic Society est fondée en 1890, la revue The Economic Journal en 1891 et la London School of Economics en 1895.
Charlotte Perkins Gilman publie en 1898 le premier ouvrage théorique sur les femmes et l'économie intitulé Women and Economics.

### Développement de la discipline auXXesiècle
Dans les années 1930, la science économique connaît deux grandes révolutions avec l'apparition de la macroéconomie et de l'économétrie.
Avec la publication de la Théorie générale de l'emploi, de l'intérêt et de la monnaie (1936), John Maynard Keynes crée le champ de la macroéconomie.

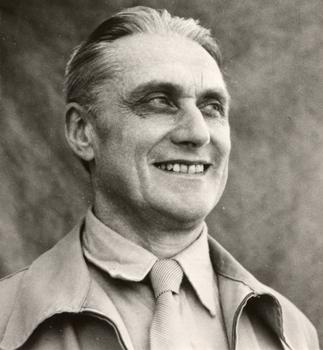
Ragnar Frisch fonde la société d'économétrie en 1930 et la revue Econometrica en 1933.

Les années 1930 sont aussi marquées par le développement de l'économétrie. Ragnar Frisch crée la société d'économétrie en 1930 et la revue Econometrica en 1933. Le développement de l'économétrie conduit à un usage de plus en plus important des statistiques dans la science économique. Les modèles économétriques peuvent aussi bien être utilisés pour calibrer un modèle économique existant que pour tester sa validité empirique.
Dans les années 1940 et 1950, les sciences économiques sont marquées par le développement des théories de la croissance économique avec le modèle de Harrod-Domar et surtout le modèle de Solow (Solow 1956), le développement des fondements de la théorie des jeux avec l'ouvrage fondateur de John von Neumann et Oskar Morgenstern (von Neumann et Morgenstern 1944) et les travaux de John Nash, et l'accomplissement des recherches sur l'équilibre général en concurrence parfaite avec les travaux de Kenneth Arrow et Gérard Debreu qui montrent les conditions d'existence et d'unicité de l'équilibre général imaginé par Léon Walras.
Dans les années 1960, les sciences économiques explorent de nouveaux sujets comme l'éducation, la criminalité ou encore la famille. Les travaux de Gary Becker sont emblématiques de cette tendance à utiliser la théorie économique pour analyser des sujets hors du domaine traditionnel de l'économie. En macroéconomie, les années 1960 sont marquées par les débats sur l'arbitrage inflation-chômage mis en évidence par la courbe de Phillips (Phillips 1958). La remise en cause de cette courbe avec le phénomène de stagflation conduit à formuler différentes hypothèses sur les anticipations des agents (anticipations adaptatives puis anticipations rationnelles).
Dans les années 1970 se développent les modèles économiques en information imparfaite comme le modèle de George Akerlof sur les asymétries d'information dans un marché (Akerlof 1970).
En macroéconomie, la fin des années 1980 et le début des années 1990 est marqué par un renouvellement des travaux sur la croissance économique autour de la notion de croissance endogène.
Les années 1990 et 2000 sont caractérisées par une part de plus en plus importante de travaux empiriques dans la recherche en économie. Cette évolution est particulièrement vraie en économie du travail, en économie de l'éducation ou encore en économie du développement,. Le développement de l'économétrie appliquée dans ces années-là est notamment lié au développement d'un champ de recherche autour de l'inférence causale (voir notamment le modèle causal de Neymann-Rubin) et la diffusion de protocoles de recherche comme la méthode des variables instrumentales, la méthode des doubles différences ou encore la régression sur discontinuité. Les travaux de David Card sur l'effet de l'immigration sur le marché du travail (Card 1990) ou de David Card et Alan Krueger sur l'effet du salaire minimum sur l'emploi (Card et Krueger 1994) sont représentatifs de ce champ de recherche.

## Courants et écoles de pensée
L'économie compte de nombreux courants et écoles de pensées. Certains courants comme l'économie scolastique, le mercantilisme, la physiocratie et l'école classique ont été importants dans l'histoire de la pensée économique mais ne sont plus vraiment représentés aujourd'hui.
Les quatre paradigmes en économie sont : le libéralisme, le marxisme, le keynésianisme et le schumpeterianisme.
Parmi les écoles de pensées, certaines se définissent comme hétérodoxes. Ce sont certains membres de institutionnalisme américain comme Hale Walton Hamilton qui ont été les premiers à revendiquer cette étiquette.
Parmi les autres écoles hétérodoxes, les plus souvent citées sont l'école autrichienne, le marxisme, le post-keynésianisme, mais aussi l'économie féministe, l'économie évolutionniste, la théorie de la dépendance, l'économie structuraliste, la théorie des systèmes mondiaux, ou encore l'école de la régulation et l'économie des conventions.
Les courants ou écoles de pensée qui ne se revendiquent pas de l'hétérodoxie sont qualifiés d'orthodoxes. Parmi ces courants, on compte l'école classique, l'école néoclassique, le keynésianisme, l'école de la synthèse, le monétarisme, la nouvelle économie classique ou encore la nouvelle économie keynésienne.

### Scolastique
La scolastique est historiquement le tout premier courant de pensée économique, dont les fondations datent d'Aristote. Ses membres les plus importants sont Aristote, Augustin d'Hippone, Gilles de Rome et Christine de Pizan.
L'école scolastique est un courant qui se fonde sur le respect de l'ordre social et de la hiérarchie, le rejet de l'usure et le devoir d'aider les démunis. Ce courant de pensée base particulièrement sa pensée sur la morale et sur les écrits aristotéliciens et bibliques.

### École classique
L’école classique regroupe des économistes du XVIIIe siècle et du XIXe siècle. Ses membres les plus importants sont, en Grande-Bretagne, Adam Smith (1723-1790), David Ricardo (1772-1823), Thomas Malthus (1766-1834), John Stuart Mill (1806-1873), et en France, Étienne Bonnot de Condillac (1715-1780), Anne Robert Jacques Turgot (1727-1781), Jean-Baptiste Say (1767-1832) et Frédéric Bastiat (1801-1850).
Le terme a été employé pour la première fois par Karl Marx dans Le Capital.
Les auteurs postérieurs ont donné des définitions différentes de l'école classique. Par exemple, Karl Marx définit l’école classique par l’adhésion au concept de la valeur travail, il nomme les économistes ne faisant pas partie de cette école des économistes "vulgaires".
Carl Menger caractérise lui aussi l’école classique par la notion de valeur travail.
John Maynard Keynes définit l’école classique par l’adhésion à la « loi des débouchés » ou loi de Say dans la version popularisée par James Mill.

### École autrichienne
L'école autrichienne d’économie est une école de pensée économique hétérodoxe qui prend comme point de départ l'individualisme méthodologique, rejette l’application à l’économie des méthodes employées par les sciences naturelles telles que sa mathématisation (voir l'économétrie), s’intéresse aux relations causales entre les événements, dont l’origine est l’action des individus et développe également une conception subjective de la valeur fondée sur la théorie de la valeur-utilité, et l'importance du marché comme révélateur des préférences individuelles et régulateur de la société.
On la fait généralement débuter en 1871 avec la publication par Carl Menger de ses Principes d'économie. Ses principaux représentants sont Carl Menger, Eugen von Böhm-Bawerk, Ludwig von Mises, Friedrich Hayek, Murray Rothbard et Jesús Huerta de Soto. L'expression « école autrichienne » a été utilisée pour la première fois vers 1870 par les économistes allemands de l'école historique, comme expression de mépris envers les thèses de Carl Menger, opposées aux leurs.
Les partisans de l'école autrichienne défendent généralement des idées très libérales en matière économique et plus généralement d’organisation de la société. L'autrichianisme met en avant l'idée que les crises que subit le capitalisme sont exogènes : elles seraient le produit d'une intervention des pouvoirs publics, il faut donc que chaque domaine économique puisse être le plus possible régulé par le marché : cela peut s'agir de la finance sous tous ses aspects (pour Böhm-Bawerk), de l'émission de monnaie (pour Hayek), de la drogue (pour Rothbard), etc. Cependant, la majorité des autrichiens reconnait un rôle à jouer pour l’État, l'école autrichienne est loin d'être un courant l'anarcho-capitalisme, bien qu'il en soit l'inspiration majeure.

### Économie néoclassique
L'école néoclassique a constitué le mainstream de la pensée économique jusqu'à l'avènement du keynésianisme. Le premier à utiliser le mot néo-classique est Thorstein Veblen en 1900 pour désigner l'économie marshallienne ; son usage s'est imposé à travers la redécouverte de Walras par Hicks, un article de George Stigler de 1941 et surtout par l'emploi de ce terme par Samuelson dans son manuel d'économie qui était alors le plus répandu au monde.
L'économie néoclassique a recours de manière systématique au mécanisme d'offre et de demande pour déterminer les quantités et les prix à l'équilibre et pour étudier comment cela affecte la répartition de la production et la redistribution des revenus. Les marginalistes refusent la théorie de la valeur-travail héritée de l'économie classique et lui substituent l'utilité marginale (l'utilité de la dernière unité consommée).
Par la microéconomie, l'économie néoclassique présente les incitations et les coûts comme jouant un rôle omniprésent dans l'élaboration de la prise de décision. Par exemple, la théorie du consommateur et la demande individuelle isolent la façon dont les prix (les coûts) et le revenu touchent la quantité demandée. En macroéconomie, ceci se traduit par une rapide et durable synthèse néoclassique,.
Bien que la plupart des néoclassiques admettent l'existence de défaillances de marché, le rôle des pouvoirs publics doit toujours être secondaire à celui du Marché. Milton Friedman notamment affirme que les banques centrales peuvent être bénéfiques pour l'économie si et seulement si ces institutions laissent le Marché s'autoréguler.

### Courant marxiste

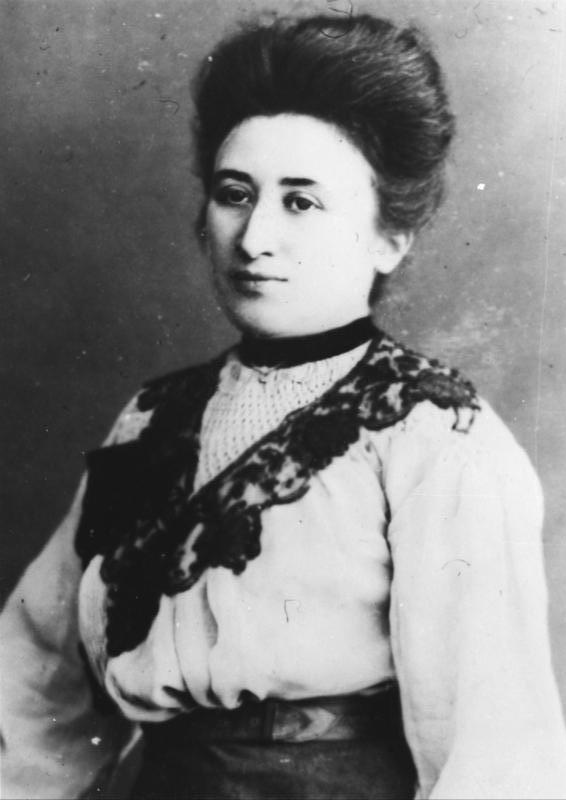
Rosa Luxemburg (1871-1919) en 1915.

L'Économie marxiste résulte des travaux de Karl Marx (notamment des trois livres constituant Das Kapital, publiés en 1867, 1885 et 1894) et de Friedrich Engels. L'économie n'y est pas dans cette optique une science complètement séparée de la sociologie, de l'histoire, ou de l'anthropologie, mais se fonde sur le matérialisme historique, qui vise à unifier toutes les sciences sociales dans une science de la société. Trois points essentiels caractérisent ainsi l'économie du point de vue marxiste : le travail salarié, l'exploitation du prolétariat et les crises liées à l'accumulation de capital.
Marx reprend la théorie de la valeur travail de Ricardo, mais cherche à analyser comment le système capitaliste a émergé et comment cela a donné aux capitalistes le pouvoir et la capacité d'exploiter les travailleurs qui n'ont que leur force de travail à vendre. Les crises s'inscrivent dans le cadre des lois de l'évolution du mode de production capitaliste.
L'approche marxiste de l'économie cherche à analyser des lois de l'évolution du capitalisme, telles que la propension des capitalistes à accumuler, la tendance à des révolutions technologiques constantes, la soif inextinguible des capitalistes pour la plus-value, la tendance à la concentration, la tendance du capital à devenir de plus en plus « organique » (c'est-à-dire à moins recourir au capital variable qu'est la force de travail), la tendance au déclin du taux de profit, la lutte des classes, la tendance à une polarisation sociale croissante, la tendance à ce que les salariés soient employés dans des entreprises de plus en plus grandes et soient de plus en plus exploités et enfin, l'inéluctabilité des crises dans le système capitaliste. Les crises sont dans ce cadre toujours des crises de surproduction alors que les crises précapitalistes étaient des crises de sous-production (crises frumentaires). Les crises sont vues par les marxistes comme un moyen pour le capitalisme de se renouveler.
L'économie marxiste se veut critique du système capitaliste, compris comme des rapports sociaux de domination du facteur travail par le facteur capital. Ses concepts sont : le mode de production, une théorie de la valeur, la superstructure, la formation de la plus-value puis du profit, la théorie de l'exploitation, et la baisse tendancielle du taux de profit.
L'économie marxiste a un versant normatif, en ce qu'elle conteste la propriété privée lucrative des moyens de production et soutient que la maîtrise de la production devrait revenir directement aux salariés eux-mêmes ou en propriété d'état de manière transitoire selon les courants,.
La théorie marxiste a fait l'objet d'ajouts et de développements. Rosa Luxemburg, dans L'Accumulation du capital, introduit une analyse de l'économie internationale afin de montrer la dégradation des termes de l'échange.
Contrairement au marxisme orthodoxe, le courant marxien conteste l'inéluctabilité de l'effondrement du système capitaliste, dans cette école se trouvent notamment l'école de la régulation et Pierre Bourdieu. Les marxiens ne remettent cependant pas en question les autres caractéristiques de l'analyse marxiste.
Parmi les branches contemporaine marxistes on trouve en France les économistes de l'école de la régulation avec des chercheurs et théoriciens comme Michel Aglietta, Robert Boyer, et Gérard Destanne de Bernis.
Une autre approche néomarxiste centrée sur la notion de valeur travail dénommée critique de la valeur fait son apparition en Allemagne dans les années 1980 basée sur la critique de la fétichisation de la marchandise,.

### Keynésianisme
Pour John Maynard Keynes (1883-1946), une économie de marché ne possède pas de mécanismes qui la conduisent de façon automatique vers le plein emploi de ses ressources, d'où la possibilité d'un chômage involontaire qui rend nécessaire une intervention extérieure au marché. Keynes raisonne d'emblée sous l'angle macroéconomique d'offre globale et de demande globale. Dans son cadre macroéconomique, la production, et donc l'emploi, dépend des dépenses. Si la demande n'est pas suffisante, les entreprises ne produiront pas assez et n'emploieront pas tous les salariés (demande effective) d'où la nécessité pour le gouvernement de conduire des politiques de soutien à la demande, c'est-à-dire de soutien à la consommation et/ou à l'investissement. Keynes insiste particulièrement sur l'investissement. En effet, ce dernier est la source du multiplicateur keynésien.

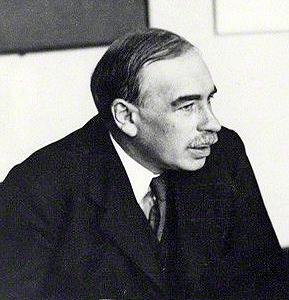
John Maynard Keynes (1883-1946) est considéré comme le père fondateur de la macroéconomie. Il est l'auteur de ' (1936).

Au cœur de la révolution keynésienne se trouve la réfutation de la « loi dite des débouché » de Jean-Baptiste Say qui énonce que l'offre crée sa propre demande. Cette loi fonde ou plutôt exprime l'optimisme et aussi le naturalisme de l'économie classique qui veut qu'il ne puisse y avoir de crise de surproduction durable.
Parmi les économistes keynésiens, il faut noter l'Américain Howard Bowen, qui a joué un rôle fondateur dans l'émergence de la notion de responsabilité sociétale des entreprises (corporate social responsibility en anglais), à travers son ouvrage Social Responsibilities of the Businessman (1953),.

### Post-keynésianisme
Le keynésianisme de Keynes a eu trois successeurs. Les post-keynésiens, souvent associés à l'université de Cambridge et à Joan Robinson, mettent l'accent sur les rigidités macroéconomiques et d'ajustement. Les keynésiens de la synthèse néoclassique ont dominé la période des Trente Glorieuses et de nos jours la nouvelle économie keynésienne met davantage l'accent sur les comportements humains et les imperfections des marchés. Au niveau des théories de la croissance, ils utilisent des modèles de croissance endogènes.

### Institutionnalisme
L'école institutionnaliste rejette de nombreux postulats de l'école néoclassique, comme l'hédonisme individuel justifiant la notion d'utilité marginale, ou l'existence d'un équilibre stable vers lequel l'économie converge naturellement. Thorstein Veblen en publie le premier ouvrage en 1899, avec « Why is Economics not an Evolutionary Science? »

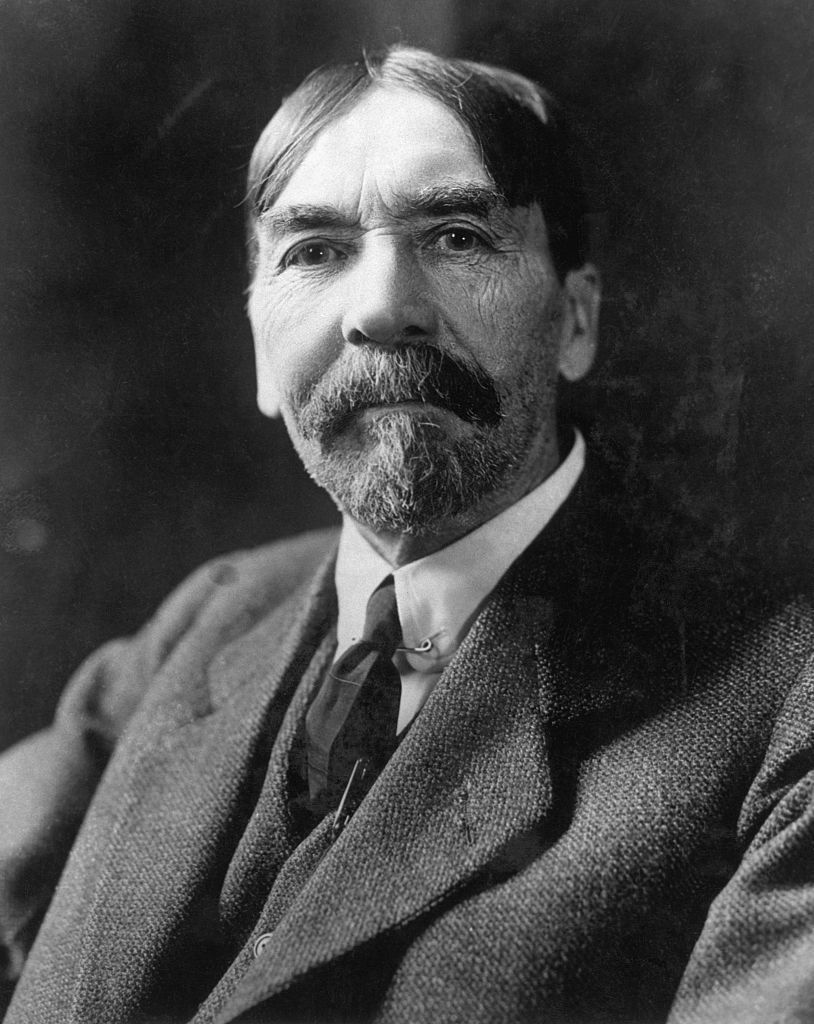
Thorstein Veblen (1857-1929) est le père fondateur de l'institutionnalisme. Il est l'auteur de ' (1899).

L'École institutionnaliste comprend des héritages de l'école historique allemande. elle se développe principalement aux États-Unis, où ses représentants sont : John Roger Commons, Arthur R. Burns, Simon Kuznets, Robert Heilbroner, Gunnar Myrdal, John Kenneth Galbraith.

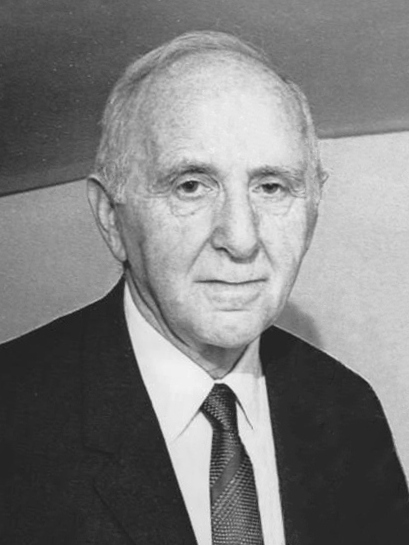
Simon Kuznets (1901-1985) est considéré comme l'un des contributeurs importants à la théorie de la croissance économique et comme l'un des « pères des comptes nationaux ». Il est connu pour être l'inventeur d'un agrégat fameux : le produit intérieur brut (PIB), créé à la suite de la Grande dépression.

### Nouvelle économie keynésienne
Né dans les années 1980, ce courant de pensée économique est une réponse à la nouvelle économie classique. Il cherche à fournir des fondements microéconomiques solides à la macroéconomie de la synthèse néoclassique.
L'un des fondateurs et des représentants les plus connus de ce courant est Joseph Stiglitz. En 2008, le président de la République française, Nicolas Sarkozy, lui confie une mission de réflexion (Commission Stiglitz) sur le changement des instruments de mesure de la croissance économique française.

## Branches
Parmi les branches de l'économie, certaines, comme la microéconomie, la macroéconomie, l'économétrie ou l'économie de l'environnement (qui joue un rôle particulier dans une approche de développement durable), constituent des approches transverses de l'économie. D'autres branches de l'économie comme l'économie du travail, l'organisation industrielle, l'économie internationale ou l'économie de l'éducation, sont centrées sur une thématique ou un sujet particulier.

### Microéconomie

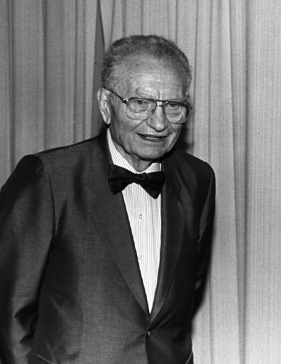
Paul Anthony Samuelson est un des pères fondateurs de la microéconomie. Il est l'auteur de L'Économique (première édition 1948), un des manuels de référence dans la discipline au XXe siècle et de Foundations of Economic Analysis.

Pour Paul Krugman et Robin Wells, « l'un des thèmes majeurs de la microéconomie est la recherche de la validité de l'intuition d'Adam Smith, à savoir que des individus cherchant à satisfaire leurs intérêts propres contribuent souvent à promouvoir les intérêts de la société dans son ensemble. » En effet, ce qui intéresse la microéconomie, c'est tout d'abord l'étude des choix des agents économiques, c’est-à-dire de la manière dont ils procèdent à des « arbitrages » entre différentes options possibles, en comparant leurs avantages et leurs inconvénients pour la poursuite de leurs objectifs ou la satisfaction de leurs intérêts, postulat utilitariste.
La microéconomie examine les interactions existant sur les marchés en fonction de la rareté de l'information et la réglementation gouvernementale. On distingue le marché d'un produit ou service, par exemple celui du maïs frais, des marchés des facteurs de production, capital et travail. La théorie compare les agrégats de la quantité globale demandée par les acheteurs et la quantité fournie par les vendeurs et détermine ainsi le prix. Elle bâtit des modèles pour décrire comment le marché peut atteindre l'équilibre en matière de prix et de quantité ou comment réagir aux changements du marché au fil du temps, c'est ce qu'on appelle le mécanisme de l'offre et de la demande. Les structures de marché, telles que la concurrence parfaite, le monopole ou l'oligopole, sont analysées en fonction des conséquences sur le plan du comportement et de l'efficacité économique. L'analyse d'un marché unique se fait à partir d'hypothèses simplificatrices : rationalité des agents, équilibre partiel (c'est-à-dire qu'on suppose les autres marchés ne sont pas affectés). Un raisonnement en équilibre général permet d'analyser les conséquences sur les autres marchés, et peut permettre de comprendre les interactions et les mécanismes qui peuvent ramener à l'équilibre.

#### Théorie microéconomique traditionnelle
La théorie microéconomique standard suppose que les agents économiques, ménages ou entreprises, sont « rationnels » c’est-à-dire qu'ils sont censés disposer de capacités cognitives et d'informations suffisantes pour pouvoir, d'une part, construire des critères de choix entre différentes actions possibles et identifier les contraintes pesant sur ces choix, contraintes tant « internes » (leurs capacités technologiques s'il s'agit d'entreprises, par exemple), qu'« externes » (c’est-à-dire résultant de leur environnement économique), et, d'autre part, maximiser leur satisfaction sous contraintes. C'est le paradigme de l'Homo œconomicus qui n'implique pas a priori que les critères de choix des individus soient purement égoïstes, ces derniers pouvant parfaitement être « rationnellement » altruistes.
Cette théorie doit son existence à la synthèse opérée par l'économie mathématique néoclassique des années 1940 et 1950 entre les apports du courant marginaliste du XIXe siècle et la théorie de l'équilibre général de Walras et de Pareto. John Hicks et Paul Samuelson sont considérés comme « les pères » de la microéconomie traditionnelle actuelle. Celle-ci s'organise autour de quatre volets :
1. La théorie du consommateur, qui étudie le comportement de ménages devant effectuer des choix de consommation de biens sous contraintes budgétaires ;
2. La théorie du producteur, qui étudie le comportement d'entreprises qui veulent maximiser leur profit sous contraintes technologiques ;
3. La théorie de l'échange sur des marchés, ces marchés pouvant être concurrentiels ou non concurrentiels ;
4. La théorie de l'optimum économique, qui mobilise le concept d'optimum de Pareto pour juger de l'efficacité économique collective des interactions entre agents au travers des échanges.

La théorie traditionnelle s'inscrit dans la perspective de l'équilibre général walrassien et a tendance « à assimiler le fonctionnement réel de la société à celui du modèle abstrait d'équilibre général ».

#### Marché et défaillances du marché
La poursuite de l'intérêt particulier conduit souvent à l'intérêt général mais pas toujours.
Dès le début du XXe siècle et les travaux de Arthur Cecil Pigou, le concept de défaillance du marché s’est imposé dans la théorie économique orthodoxe. C’est un cas dans lequel le marché échoue dans l'allocation optimale des ressources économiques et des biens et services. Si la théorie économique décrivait déjà des situations de monopole (ou d'un cartel), ce concept décrit également d’autres situations, comme celle où coexistent chômage et pénurie de main d'œuvre (logements vides et personnes sans logements, etc.), ou encore la présence de pollution.
Une défaillance de marché, qui concerne l'allocation économique, est une notion différente de celle plus financière d'anomalie de marché, au sens de non efficience du marché. Cette dernière concerne plutôt une anomalie du rendement financier (et une anomalie de prix, puisque le rendement a pour dénominateur le prix) due à des phénomènes comportementaux. Les deux phénomènes peuvent toutefois être les causes ou la conséquence l'un de l'autre, ou résulter de causes communes.
La notion de défaillance est éminemment politique et donc matière à controverse, dans la mesure où elle sert à justifier des interventions politiques visant à « corriger », voire à supprimer, le marché. Toutefois, la plupart des économistes l'utilisent, mais plutôt par rapport à des cas où le fonctionnement réel d'un marché donné s'éloigne significativement du marché idéal, sous l'effet de trois principales séries de causes :
- des structures de marché sous-optimales (manque de transparence, délais, etc.)[72] ;
- la non internalisation de coûts (voir externalité, Bien public et Asymétrie d'information : Sélection adverse, Aléa moral et Problème principal-agent)[73] ;
- des inefficiences de prix (non prise en compte de l'information par les prix) dues à des biais comportementaux[notes 5].

#### Prise en compte de la concurrence imparfaite
À partir des années 1970, le paradigme dominant de la microéconomie connaît une forte inflexion de façon à mieux intégrer toutes les défaillances et imperfections du marché. Pour Pierre Cahuc « la nouvelle microéconomie s'est constituée progressivement, à partir de critiques éparses, souvent initialement isolées, du modèle walrasien ». Plus généralement, pour l'économiste Anne Perrot, l'édifice théorique de la microéconomie traditionnelle laissait « désarmé l'économiste à la recherche d'une représentation positive du fonctionnement du marché ».
Le cadre général de la nouvelle microéconomie est davantage réduit à l'analyse d'un seul marché et sa démarche scientifique est plus axée sur la recherche de constat jugé représentatif du fonctionnement de l'économie (constats appelés « faits stylisés »). « Ces approches relèvent […] certains des défis que l'économie hétérodoxe, « institutionnaliste », a longtemps adressés à la théorie néoclassique ».

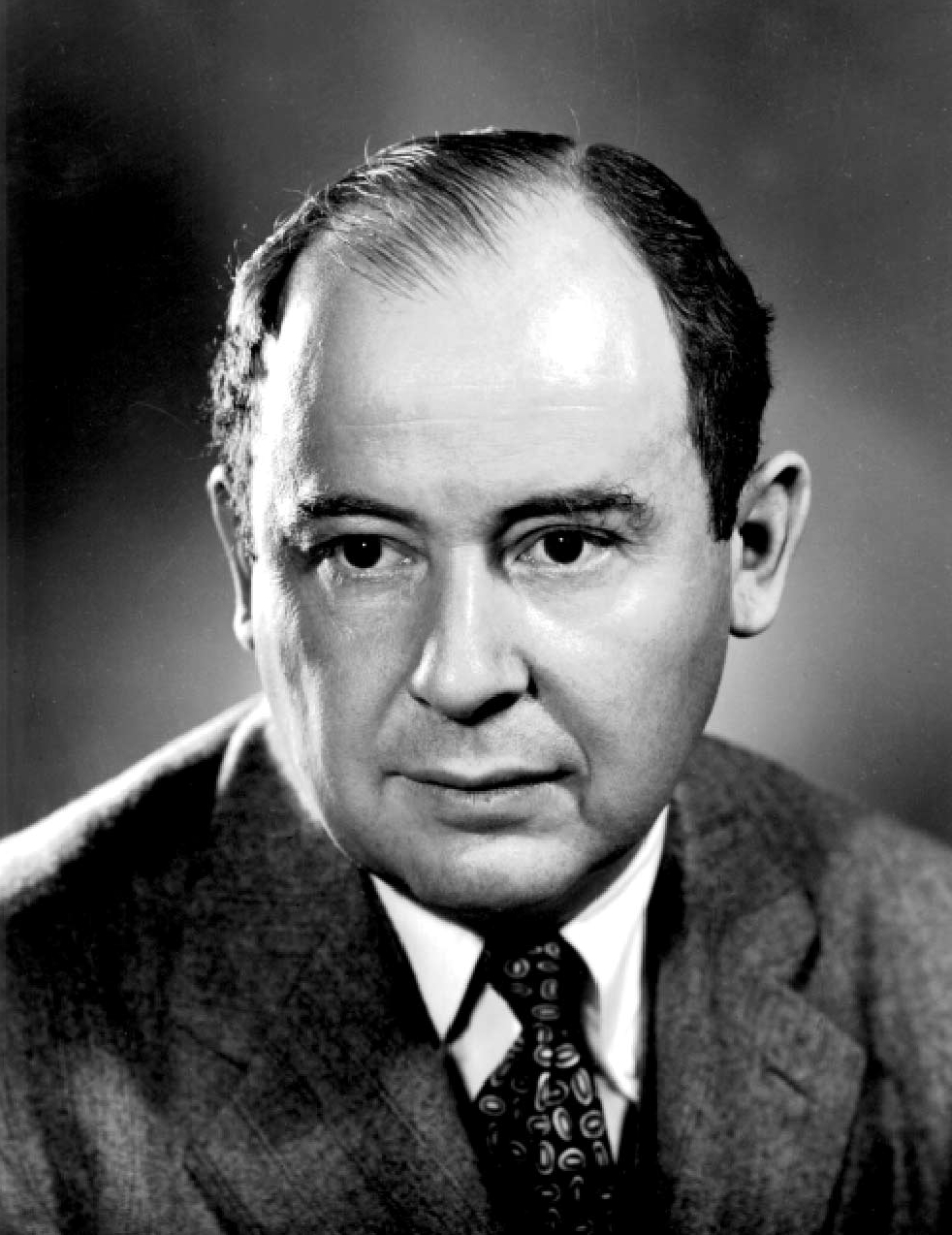
John von Neumann (1903-1957) est l'auteur de ', un ouvrage fondateur de la théorie des jeux et de la théorie de l'utilité espérée.

La nouvelle microéconomie met l'accent sur les problèmes d'incitations, d'information et sur la théorie des jeux. Par « incitation », on entend toute action d'un agent économique (qui peut être l'État) conduisant certains agents économiques à adopter tel ou tel type de comportement. Cette notion prend tout son sens si l'on considère que l'information disponible est inévitablement limitée pour un agent économique soucieux d'inciter d'autres agents à se comporter dans le sens de ses intérêts (lui donner les « bonnes » incitations de son point de vue).
La théorie des jeux, quant-à-elle, est une branche des mathématiques appliquées qui étudie les interactions stratégiques entre agents. Dans cette théorie les agents choisissent les stratégies qui maximiseront leurs bénéfices étant donné les stratégies que les autres agents choisiront. Elle fournit une modélisation formelle des situations dans lesquelles ceux qui prennent des décisions interagissent avec d'autres agents. La théorie des jeux généralise l'approche maximisatrice développée d'abord pour l'analyse des marchés, elle a été développée à partir du livre de 1944 Theory of Games and Economic Behavior, de John von Neumann et Oskar Morgenstern.
L'extension de l'approche microéconomique a également conduit au développement de la « théorie des contrats ». Cette théorie conçoit les organisations, les institutions, les familles ou les entreprises, comme des ensembles de contrats (des « nœuds de contrats » dans le jargon économique),. Une entreprise est, par exemple, un nœud composé de contrats de travail, liant l'entreprise à ses salariés, de contrats la liant à ses clients et à ses fournisseurs, de contrats d'engagements bancaires et financiers, de contrats légaux la liant à son État ou ville de résidence en matières fiscale et règlementaire. Les marchés sont un autre cas particulier de tels nœuds de contrats, ici des contrats d'échange. Les États, au sens des organisations politiques gérant des espaces géographiques déterminés, sont un autre exemple de nœud contractuel, les Constitutions (ou les Chartes) se présentant comme des contrats généraux liant ces organisations aux peuples qu'ils gouvernent.
Un aspect important de ces contrats est d'être généralement « incomplets », c'est-à-dire incapables de spécifier entièrement les engagements des parties dans tous les cas possibles. Le développement de cette théorie a naturellement entraîné un approfondissement des théories de la négociation et de la renégociation. En effet, son propos est non seulement d'expliquer comment et pourquoi se forment des contrats entre les agents, mais aussi les raisons pour lesquelles ils les remettent, ou pas, en cause au cours du temps.
La nouvelle microéconomique peut être utilisée par l'économie industrielle, l'économie du travail et l'économie publique du fait de son aptitude à se rapprocher des préoccupations pratiques des autorités de régulation et de certains industriels.

### Macroéconomie
La macroéconomie étudie l'économie dans son ensemble pour expliquer les grands agrégats (indicateurs économiques) et leurs interactions, en utilisant une forme simplifiée de l'équilibre général. Ces agrégats comprennent le revenu national, la production, le taux de chômage, les prix, l'inflation et d'autres agrégats comme la consommation totale et les dépenses d'investissement et leurs composants. Elle étudie également les effets de la politique monétaire et de la politique budgétaire.
Depuis au moins les années 1960, la macroéconomie a été caractérisée par une recherche d'intégration dans les modèles du comportement de l'individu, y compris la rationalité des acteurs, l'utilisation efficace de l'information sur le marché et la concurrence imparfaite.
L'analyse macroéconomique traite également des facteurs affectant la croissance du revenu national à long terme. Ces facteurs comprennent l'accumulation de capital, le changement technologique et la croissance de la population active.

#### Croissance économique
Les théories explicatives de la croissance économique ont été systématisées relativement récemment dans l'histoire de la pensée économique. Ces théories cherchent à expliquer pourquoi il y a croissance économique, c'est-à-dire augmentation de la production par habitant d'un pays sur une longue période ou encore pourquoi il existe des différences de PIB per capita (« par tête ») entre pays et pourquoi certains pays se développent plus rapidement que d'autres. En général, trois facteurs explicatifs sont utilisés : le travail c'est-à-dire la mobilisation de la main d'œuvre, le capital et le progrès technique.
Le modèle de Harrod-Domar a ouvert la voie et a été suivi par le modèle de Solow. Alors qu'Harrod Domar raisonne avec une fonction de production à coefficient fixe, c'est-à-dire où il ne peut y avoir substitution capital travail, l'approche de Solow met l'accent sur la substitution capital travail et sur le progrès technique. L'opposition entre les modèles sur la substitution capital-travail est à replacer dans le contexte des années 1950 et 1960 et de l'opposition entre deux courants keynésiens : les post-keynésiens pour qui l'économie est relativement « rigide » et les tenants de la synthèse néo-classique plus libéraux. Pour Robert Solow, c'est grâce au progrès technique que la production peut augmenter et qu'il y a croissance sur la longue période. Toutefois, cette théorie explique mal d'où provient ce progrès qu'elle considère comme exogène,.
Les nouvelles théories de la croissance économique cherchent précisément à construire des modèles expliquant l'apparition de ce facteur, c'est-à-dire à l'endogéneïser. Ces modèles ont été développés à partir de la fin des années 1970, notamment par Paul Romer, Robert E. Lucas et Robert Barro. Ils se fondent sur l'hypothèse que la croissance crée par elle-même le progrès technique. Ainsi, il n'y a plus de fatalité des rendements décroissants : la croissance engendre un progrès technique qui permet que ces rendements demeurent constants. La croissance, si elle crée du progrès technique, n'a donc plus de limite. À travers le progrès technique, la croissance constitue un processus qui s'auto-entretient.

#### Cycle économique
Généralement, on associe la naissance de la macroéconomie au cycle économique de la grande dépression. Il fallait donc expliquer le processus conduisant à une telle chute de l'activité économique. C'est ainsi que John Maynard Keynes a écrit un livre intitulé Théorie générale de l'emploi, de l'intérêt et de la monnaie, expliquant ce phénomène qui à l'époque était resté sans éclaircissement convaincant. Keynes a soutenu que la demande globale de biens pourrait être insuffisante en période de ralentissement économique ce qui conduirait à un chômage élevé lié à des baisses de la production.
Keynes préconise des réponses politiques actives - mesures de politique monétaire par la banque centrale et de la politique budgétaire - de la part du secteur public par le gouvernement pour stabiliser la production au cours du cycle. Ainsi, une conclusion centrale du keynésianisme est que, dans certaines situations, le marché n'arrive pas automatiquement à résoudre le problème du sous-emploi ; il faut donc une intervention externe. Le modèle IS/LM constitue le cadre théorique qui a servi à étayer la théorie de Keynes.
Si la pensée keynésienne a dominé la scène durant les Trente Glorieuses, elle a aussi suscité une vive opposition. Milton Friedman et le monétarisme ont soutenu que l'action de l'État notamment en matière monétaire est inutile, voire nuisible.
Au fil des ans, la compréhension du cycle économique s'est diversifiée dans plusieurs écoles, liées à ou opposées au keynésianisme. La jonction sera faite entre les deux principaux courants de l'époque au sein de ce que Paul Samuelson a qualifié de synthèse néo-classique. Cette synthèse indique que le keynésianisme est d'application à court terme, mais à long terme la théorie néoclassique explique aisément le cycle.
La nouvelle école classique, qui doit notamment aux critiques de Milton Friedman, est un courant de pensée économique qui s'est développé à partir des années 1970. Elle rejette le keynésianisme et se fonde entièrement sur des principes néoclassiques. Sa particularité est de reposer sur des fondations micro-économiques rigoureuses, et de déduire des modèles macroéconomiques à partir des actions des agents eux-mêmes modélisés par la micro-économie. Elle postule une rationalité des agents (qui cherchent à maximiser leur utilité), une anticipation rationnelle et qu'à chaque instant, l'économie possède un équilibre unique (avec plein emploi et pleine utilisation des capacités de production) et cet équilibre est atteint par un mécanisme d'ajustement des prix et des salaires.
La théorie des cycles réels, qui tente d'expliquer les fluctuations de court terme des économies comme le résultat de chocs fréquents et de faibles ampleur affectant les techniques de production constitue l'apport théorique majeur développée par ce courant.
À l'opposé de ces deux dernières écoles, la nouvelle économie keynésienne conserve l'hypothèse des anticipations rationnelles, mais intègre une série de défaillances du marché. En particulier, les nouveaux keynésiens supposent une viscosité des prix et salaires, ce qui signifie qu'ils ne s'ajustent pas instantanément aux changements des conditions économiques.

#### Politique monétaire et inflation

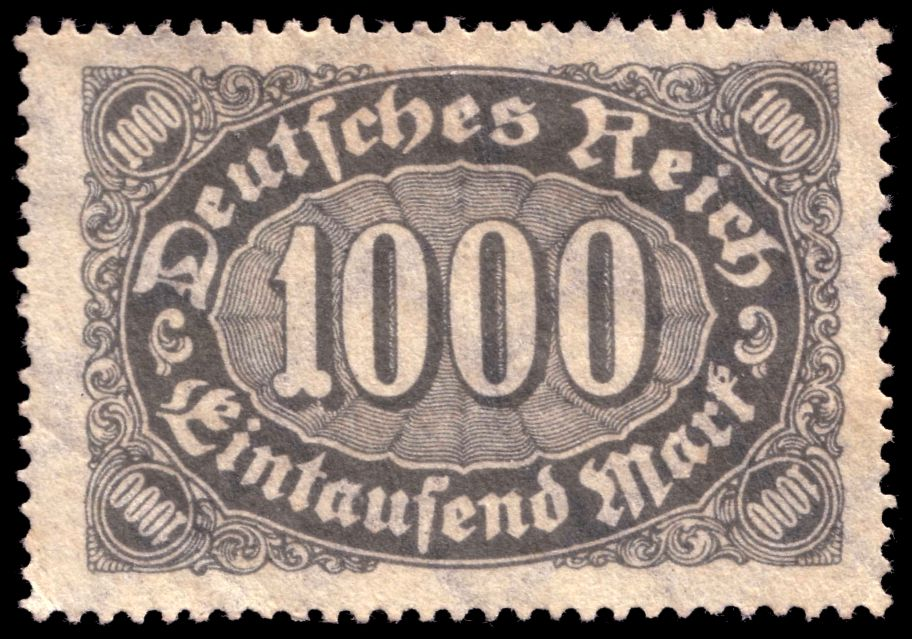
Timbre de 1000 marks du Reich allemand émis lors de l'hyperinflation des années 1930.

La politique monétaire est l'action par laquelle l'autorité monétaire, en général la banque centrale, agit sur l'offre de monnaie dans le but de remplir son objectif de stabilité des prix (limiter l'inflation). Elle tâche également d'atteindre les autres objectifs de la politique économique, qualifié de triangle keynésien : la croissance, le plein emploi, l'équilibre extérieur.
La politique monétaire se distingue de la politique budgétaire. Ces deux politiques interagissent et forment ensemble le policy-mix.
D'après la théorie économique moderne, le but de la banque centrale est de maximiser le bien-être économique des ménages (Mishkin). Ainsi, on attribue généralement deux objectifs principaux à la politique monétaire : la stabilisation des prix et la stabilisation de l'activité économique. Ces deux objectifs sont étroitement liés, et non incompatibles comme on pourrait le penser, la stabilité des prix étant un préalable à une activité économique soutenue.
Cependant, conformément à la théorie quantitative de la monnaie, il n'existe pas d'arbitrage à long terme entre stabilité des prix et activité économique car la monnaie est, sur ce laps de temps, neutre (la « courbe de Phillips » de long terme est verticale).
On distingue généralement à l'heure actuelle trois types de politiques monétaires : la fixité des taux de change, le ciblage de la croissance des agrégats monétaires et le ciblage de l'inflation.
Au demeurant, on note quatre niveaux au sein des dispositifs mis en place par les politiques monétaires : les objectifs finaux, les objectifs intermédiaires (agrégats de la monnaie ou les taux de change), les indicateurs (inflation, etc.) et les instruments (taux de facilité de prêt marginal, taux de facilité de dépôt, opérations d'open market […]).

#### Politique budgétaire et fiscale
La politique budgétaire consiste à utiliser les leviers de l'imposition et des dépenses publiques. Combinée à la politique monétaire, elle forme un policy-mix avec la politique budgétaire dans le cadre d'une politique conjoncturelle.
Dans la pratique, en cas de creux économique, de récession ou de dépression, il est surtout question de politique budgétaire de stimulation de l'activité. Elle peut prendre la forme d'une baisse de l'imposition ou d'une hausse de certaines dépenses. Dans tous les cas, cela conduit à une dégradation du solde public. À l'inverse, dans les périodes de croissance économique élevée (y compris en période de bulle spéculative), la discipline budgétaire doit permettre de réduire le déficit public, voire de constituer des excédents, qui seront mobilisables ultérieurement.
En anglais, le terme fiscal policy regroupe à la fois la politique budgétaire et la politique fiscale. Ce dernier terme désignant en français les modifications de l'imposition, la redistribution etc. de façon à modifier les comportements individuels (encouragement au retour à l'emploi par un impôt négatif, crédit d'impôt en faveur de la recherche etc.).
En raison de la difficulté d'anticiper la conjoncture économique, de la lenteur d'action de la politique budgétaire, les économistes comptent généralement sur les stabilisateurs automatiques. L'idée est que quand la situation économique se dégrade, les recettes fiscales sont moins bonnes (l'État prélève donc moins) tandis que les dépenses augmentent (allocation chômage, etc.), de sorte que le déficit se creuse et soutient de façon automatique l'activité.
La nouvelle macroéconomie classique s'est opposée aux politiques budgétaires « discrétionnaires » qui à la fin des années 1970 et 1980 n'ont pas été couronnées de succès et ont contribué à accroître la dette publique. Avec la crise économique de 2008-2009, des politiques budgétaires de soutien ont été pratiquées partout à travers le monde. Si elles ont permis d'éviter que la récession ne se transforme en dépression, elles ont aussi engendré une hausse de la dette publique qui pose aujourd'hui problème notamment dans la zone euro.

### Économie des organisations
L'économie des organisations étudie les organisations avec les outils de l'analyse économique. L'économie des organisations fait partie de la théorie des organisations.
Au XVIIIe siècle, Adam Smith est un des premiers auteurs à réfléchir au fonctionnement de l'entreprise. Il met en valeur le fait que la division du travail par la spécialisation en fonction des compétences permet de dynamiser le marché (exemple de la manufacture d'épingle). Dans cette optique, l'entreprise et donc l'organisation reste une « boîte noire » dans la mesure où il n'analyse pas les phénomènes se produisant en son sein, mais simplement les motivations des individus et les conséquences sur le marché.

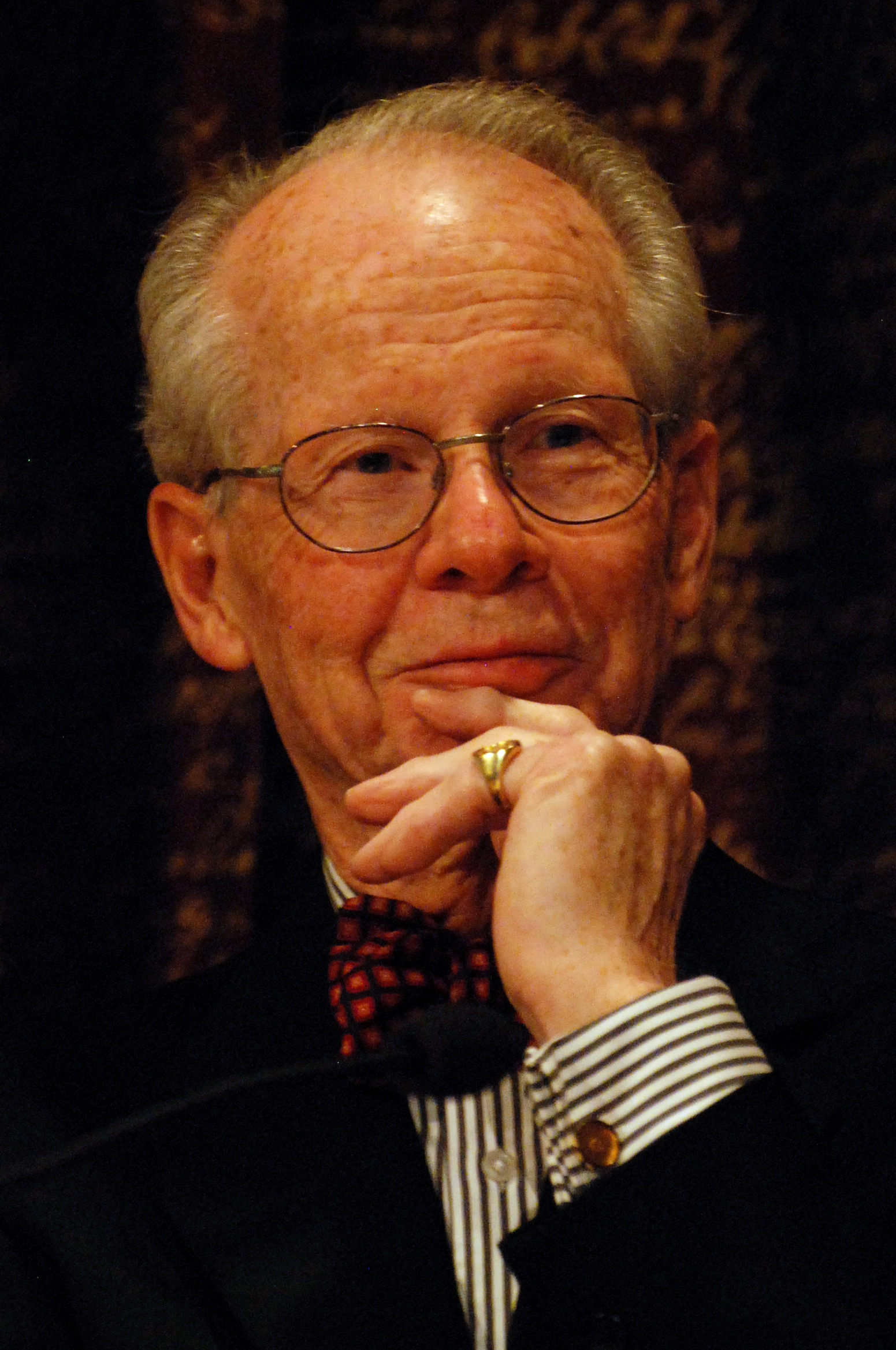
Oliver Williamson (1932-2020) a repris le concept de coût de transaction développé par pour développer une théorie des organisations.

Pour Ronald Coase, mais aussi pour Oliver Williamson, la firme existe quand les coûts de coordination internes sont moins élevés que les coûts de transaction sur le marché, c'est-à-dire, par exemple, si pour produire un bien, il est moins cher d'engager des salariés et de les faire travailler que d'acheter le produit sur le marché.
La question de savoir si la firme constitue le royaume de la direction bureaucratique protégée du marché ou si la firme est simplement une « fiction légale », un nœud de relations contractuelles entre les individus, comme l'avancent la théorie de l'agence ainsi que Jensen et Meckling 1976, dépend « de la complétude des marchés et de la capacité des forces du marché à pénétrer les relations intra-firme ».

### Économie publique
L'économie publique est une branche de l'économie qui étudie la production de biens publics et la fourniture des biens collectifs gratuits dont les coûts sont financés par les impôts et les emprunts publics.

### Économie du bien-être
L'économie du bien-être est une branche normative de l'économie (c'est-à-dire qui cherche à déterminer ce qui, d'après elle, devrait être). Elle utilise à cet effet les outils de la microéconomie pour déterminer l'efficacité allocative et la distribution des revenus qui lui est associée. Elle veut mesurer le bien-être en examinant les activités des individus qui composent la société.

### Analyse économique du droit
L'analyse économique du droit (Economic Analysis of Law ou Law and Economics selon l’appellation américaine) est la discipline qui cherche à expliquer les phénomènes juridiques grâce aux méthodes et concepts de la science économique. Entre la théorie juridique et la science économique, l’analyse économique du droit emprunte à ces deux disciplines pour expliquer d’une nouvelle façon les phénomènes juridiques.

### Économie internationale
L'économie internationale est la branche des sciences économiques qui s'intéresse aux relations commerciales et économiques entre pays. Charles Kindleberger soulignait que « le seul fait que des nations souveraines existent entraîne des complications qui nous obligent à modifier nos instruments habituels d'analyse économique, si nous voulons les appliquer aux questions économiques internationales. » Paul Krugman au contraire estime que l'économie internationale recourt aux mêmes méthodes analytiques que les autres branches de l'économie. Toutefois, il insiste lui aussi sur le fait que « la matière de l'économie internationale porte sur les problèmes résultant des interactions entre États souverains ».
L'économie internationale traite d'abord des théories du commerce international : avantages comparatifs, modèle Heckscher-Ohlin-Samuelson, les nouvelles théories du commerce international.
Puis, elle s'intéresse à la réalité, c'est-à-dire à ce que font réellement les États, c'est ce qu'on appelle les politiques commerciales. Dans son ouvrage cité précédemment, Charles Kindleberger, s'intéressait également à ce qu'il appelle l'économie politique des barrières commerciales, c'est-à-dire au jeu des groupes de pression et de ceux qui recherchent des rentes.
Autre point important de l'économie internationale : la monnaie vue sous l'angle du taux de change, de la balance des paiements et des prix relatifs. Puis viennent les problèmes de coordination au niveau international des politiques macro-économiques. Cette partie peut inclure les mouvements globaux de capitaux. Néanmoins, Kindleberger préférait les traiter à part dans ce qu'il appelait les mouvements des facteurs qui comprenaient, outre les flux financiers, les migrations de main d'œuvre.

### Finance

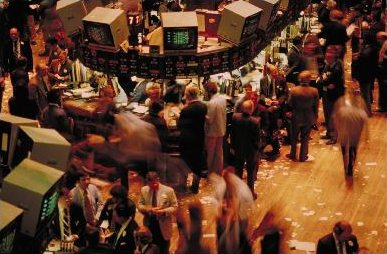
Salle de marchés à New York.

La finance désigne les méthodes et les institutions qui permettent aux entreprises et aux particuliers d'obtenir les capitaux nécessaires et aux épargnants de placer leurs capitaux. Les acteurs de la finance sont donc tous les agents économiques qui recherchent des capitaux ou qui souhaitent les placer.
La finance est devenue largement de nos jours un négoce d'instruments et de transfert d'anticipations de revenus et de risques dont les prix peuvent être négociés sur des marchés ou auprès d'institutions. Les risques, en particulier, peuvent être transférés à ceux qui sont disposés à les prendre (contre des revenus espérés), et les intermédiaires financiers peuvent pratiquer une compensation des risques inverses (par exemple, le risque de change d'un importateur est inverse de celui d'un exportateur, le risque de taux d'un prêteur est inverse de celui d'un emprunteur), la diversification des risques, etc.
La finance comprend plusieurs volets :
- la finance d'entreprise : c'est-à-dire la gestion financière des entreprises, notamment de leurs investissements et de leurs financements. C'est le domaine d'activité du directeur financier ;
- la finance de marché : c'est-à-dire le fonctionnement des grands marchés sur lesquels il est possible d'investir, de se couvrir, ou d'utiliser des instruments financiers complexes, comme les options.

### Économie du développement

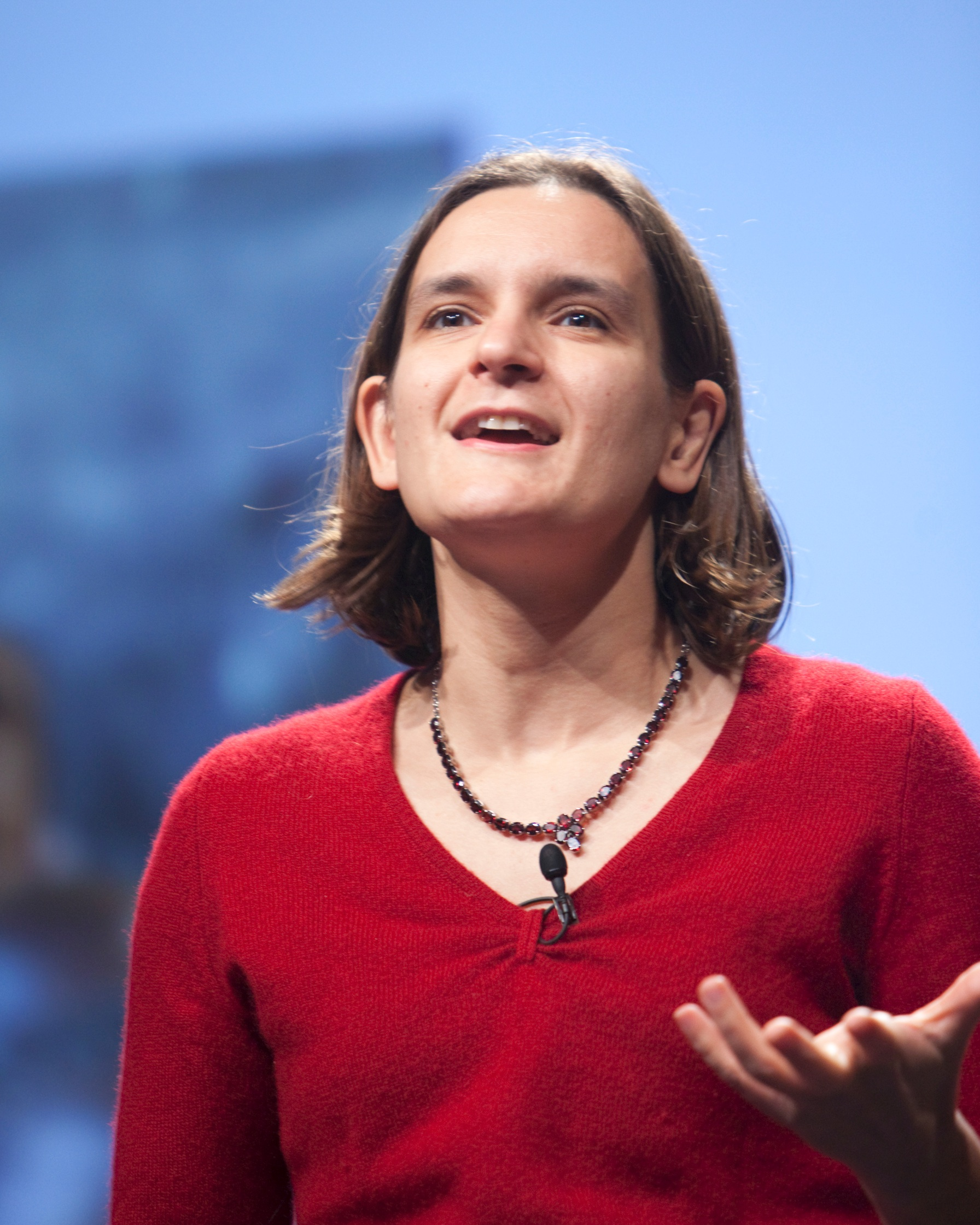
Esther Duflo, lauréate du prix de la Banque de Suède en sciences économiques en mémoire d'Alfred Nobel 2019, a renouvelé l'économie du développement en adaptant la méthode des essais randomisés contrôlés à l'évaluation des politiques publiques.

L'économie du développement est une branche de l'économie qui applique des techniques de l’analyse macroéconomique et microéconomique à l’étude des problèmes économiques, sociaux, environnementaux et institutionnels que rencontrent les pays dits en développement. Elle s'intéresse aux déterminants de la pauvreté et du sous-développement ainsi qu'aux politiques à mettre en œuvre pour sortir les pays en développement de leur sous-développement.
L'origine de l'économie du développement moderne est liée à l'industrialisation de l'Europe de l'Est après la Seconde Guerre mondiale. Parmi les auteurs importants, on compte notamment Paul Rosenstein-Rodan, Kurt Mandelbaum Ragnar Nurkse, et Sir Hans Wolfgang Singer. À partir de cette même période d'autres auteurs vont s'intéresser à de nombreux pays d'Asie, d'Afrique et d'Amérique latine dont certains sont créés à la suite du mouvement de décolonisation. Au cœur de ces études, on trouve des auteurs comme Simon Kuznets et W. Arthur Lewis qui développent non seulement une stratégie de croissance économique mais aussi de changements structurels.
Cette phase pionnière qui reflète les préoccupations des années 1950 sera suivie à partir des années 1980 par une approche plus orientée vers le marché, préconisée alors par la Banque mondiale. Depuis la fin des années 1990, certains économistes du développement (notamment Michael Kremer et Esther Duflo) ont développé des outils permettant d'appréhender les effets des politiques économiques au niveau microéconomique et ont mis l'accent sur l'analyse d'expériences de terrain. Ils ont développé la théorie de la randomisation, de l'évaluation aléatoire et insistent sur l'importance des micro-projets dans les stratégies du développement. Pour certains, la randomisation aurait revitalisé la discipline de l'économie du développement de sorte que parfois, on parle d'économie du micro-développement. Toutefois, l'approche macroéconomique et institutionnaliste demeure dynamique avec des auteurs comme Daron Acemoglu, William Easterly, Douglass North ou Dani Rodrik.

### Économie du travail
L'économie du travail analyse le fonctionnement du marché du travail défini comme le lieu de rencontre des travailleurs et des employeurs.
Dans le cadre d'une économie capitaliste, les « offreurs » de force de travail sont les travailleurs et les demandeurs sont les employeurs. L'économie du travail cherche à analyser la fixation des salaires, le taux d'emploi et le chômage, et permet de déterminer les meilleures politiques de l'emploi à mettre en place.
Il y a deux approches possibles pour étudier le marché du travail. L'économie du travail peut être analysée à l'aide des techniques microéconomiques ou macroéconomiques. Les techniques macroéconomiques s'intéressent aux interactions entre le marché du travail et les autres marchés (bien, monnaie, commerce international). Il s'agit de savoir comment ces interactions influencent les variables macroéconomiques telles que le niveau de chômage, le taux de participation au marché du travail, le revenu agrégé et le produit intérieur brut.
Depuis les années 1970, l'économie du travail s'est profondément renouvelée en lien avec la nouvelle microéconomie. Elle s'est orientée vers la prise en compte des imperfections informationnelles, de la concurrence imparfaite, et elle a intégré des éléments appartenant au courant hétérodoxe : étude du syndicalisme, segmentation des marchés. Elle a utilisé des théories plus récentes : la théorie des contrats implicites, la théorie du salaire d'efficience, la segmentation du marché du travail et la théorie des insiders-outsiders. L'économie du travail s'est aussi enrichie des travaux liés à l'économie de l'immigration.

### Économie de l'environnement
La défaillance du marché est une notion centrale à l'économie de l'environnement. La défaillance du marché signifie que les marchés ne parviennent pas à allouer de manière efficiente les ressources. Il existe donc un écart entre ce qu'une personne privée est prête à payer sur le marché pour l'environnement et ce que la société peut investir. Les formes courantes de défaillance du marché incluent certaines externalités négatives ou la gratuité apparente du capital naturel et des services écologiques.
Une externalité est la conséquence de l'interdépendance des agents économiques qui échappe au système d'appréciation du marché, par exemple les pollutions engendrées par certains qui entraînent des dépenses diverses de protection chez ceux qui en sont victimes. Naît donc un besoin de réglementation du marché qui analyse les productions humaines selon divers critères comme la non-rivalité et le niveau d'excludabilité (comme les biens publics).
L'économie de l'environnement est intimement liée à la notion de développement durable, puisque celui-ci est constitué des trois piliers environnemental, social et économique. La 6e édition d'un ouvrage des économistes américains Tom Tienteberg et Lynne Lewis, publiée en 2009, montre les multiples aspects de l'économie de l'environnement liés à la notion de durabilité : équité intergénérationnelle, économie des ressources naturelles épuisables ou renouvelables, énergie, gestion de l'eau, zones de pêche et espèces recherchées pour leur valeur commerciale, gestion des pollutions, changement climatique, pollution de l’air à l’échelle locale et régionale, gestion des déchets, etc.
Ainsi, l'économie joue un rôle important dans le développement durable.

### Économie de la culture
L'économie de la culture est une branche de l'économie s'intéressant aux aspects économiques de la création, de la distribution et de la consommation d'œuvres d'art. Longtemps cantonné aux beaux-arts, aux spectacles vivants et au patrimoine historique dans la tradition anglo-saxonne, son spectre s'est élargi depuis le début des années 1980 à l'étude des particularités des industries culturelles (cinéma, édition de livres ou de musique) ainsi qu'à l'économie des institutions culturelles (musées, bibliothèques, monuments historiques).
La délimitation de l'économie de la culture pose le même problème que la délimitation de la culture elle-même. Le cœur de l'économie de la culture, et historiquement son premier domaine, est donc l'étude des beaux-arts et des spectacles vivants (théâtre, opéra). Ces thèmes constituent encore une part importante des articles de recherche.
Toutefois, un fait saillant des XIXe et XXe siècles est l'apparition de la culture de masse par le biais de biens à contenu culturel, mais produits selon des méthodes industrielles. La naissance de la grande industrie a eu des répercussions considérables sur les modes de pensée et d'action. L'apparition de l'objet de série, qui détrône la pièce unique autrefois sacralisée par l'art, va profondément modifier les comportements. Les économistes de la culture ont fait valoir la difficulté à faire des distinctions dans ce domaine, qui relèvent le plus souvent de jugements de valeurs subjectifs. Ils ont également mis en avant des spécificités dans la sélection des produits, leur fabrication et leur demande qui permettaient de différencier les biens culturels. Ainsi, ces derniers ont pour trait commun d'incorporer un élément créatif dans leurs caractéristiques essentielles. Cependant, cette caractérisation est trop large. L'importance croissante du design fait que pour certains produits pouvant difficilement être considérés comme culturels (vêtements, baladeurs numériques), la dimension de créativité fait l'essentiel de la valeur.
C'est pourquoi les économistes du champ ont adopté le concept d'industries de contenu pour désigner l'ensemble du secteur produisant des biens dont l'essentiel de la valeur tient à leur contenu symbolique plutôt qu'à leurs caractéristiques physiques. Ainsi, un livre est un bien culturel, que le texte soit relié ou non, la couverture solide ou non, tandis qu'un baladeur numérique hors-service n'a plus de valeur malgré son design.

### Organisation industrielle
L'organisation industrielle ou économie industrielle est le champ de l'économie qui étudie le comportement stratégique des entreprises et plus généralement des organisations en fonction des structures des marchés.
L'étude de l'organisation industrielle ajoute au modèle de concurrence pure et parfaite des « frictions » du monde réel tels que : une information limitée, les coûts de transaction, les coûts nécessaires aux changements de prix, l'action du gouvernement et les barrières à l'entrée mises à l'arrivée de nouveaux concurrents.
L'émergence de l'organisation industrielle comme champ séparé doit beaucoup à Edward Chamberlin, Edward Mason et Joe Bain.

### Économie de la santé
L'économie de la santé est l'application de la science économique au domaine de la santé. Cette discipline a connu un fort essor à la suite du développement des dépenses de santé dans les pays développés et aux problèmes qu'elles posent aux comptes sociaux (comptes nationaux de la santé).

### Économie de l'éducation
L'économie de l'éducation est une branche de l'économie qui traite de l'influence de l'éducation sur le développement économique des pays.

## Méthodologie et épistémologie

### Méthode déductive oua prioride John Stuart Mill
Pour John Stuart Mill, non seulement « la méthode a priori est un mode légitime d'investigation philosophique dans les sciences morales » mais « elle en est le mode unique ». Pour Daniel Hausman la méthode à priori ou inductive comporte trois phases : l'observation des faits, des phénomènes ; la déduction de lois et enfin la vérification des lois en examinant leur pouvoir prédictif. Il ne s'agit pas ici de vérifier la véracité des lois mais leur pouvoir prédictif .

### Méthode hypothético-déductive

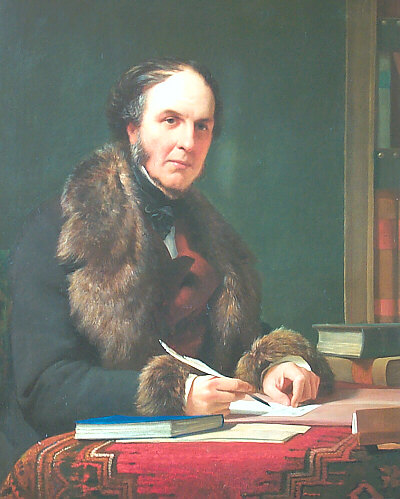
William Nassau Senior (1790-1864) est le premier professeur d'économie dans une université anglaise (Oxford 1825).

Cette méthode a dominé jusqu'aux années 1940. Elle a été utilisée par David Ricardo et explicitement formulée par John Stuart Mill en 1836 et 1843 et Nassau Senior en 1836. Elle comporte quatre étapes : 1) formuler une hypothèse, 2) en déduire une prédiction, 3) tester la prédiction, 4) évaluer l'hypothèse en fonction de la pertinence de la prédiction. Selon Mill, les hypothèses de base de l'économie sont constituées par des introspections psychologiques (les individus veulent plus de richesses) soit sur des hypothèses que l'on peut vérifier empiriquement (la loi des rendements décroissants). Pour lui, la science économique est davantage destinée à vérifier les hypothèses de base que de tester la précision des prédictions qui dépend de multiples causes. Pour Mill donc, l'économie est une science inexacte qui ne peut dégager que des tendances et qui doit se confronter aux tests empiriques de façon à progresser. Senior pose les bases des axiomes de la microéconomie classique en dessinant les contours de l'homo œconomicus.
Cette méthode sera reprise par J. E. Cairns en 1875 et par John Neville Keynes en 1891. Si les néo-classiques de tradition autrichienne ou Walrassienne sont d'abord focalisés sur la prise de décision individuelle et sur les effets micro-économiques de court terme, néanmoins, ils adoptent eux aussi la méthode hypothético-déductive comme le montrent les écrits de Frank Knight (1935 et 1940), de Ludwig Von Mises (1949, 1978, 1981) et de Lionel Robbins (1935).

### Méthode abduction-déduction-induction
Formulée par les tenants de l'école de la régulation, elle consiste à d'abord évaluer un phénomène ou une anomalie avant d'en déduire des hypothèses causales probables, qu'il s'agit de tester jusqu'à ce qu'il ne reste plus que des hypothèses encore incontestées ou d'éléments inexpliqués.

### Révolution méthodologique des années 1930 à 1950
Le livre de Terence W. Hutchison intitulé The Significance and Basic Postulates of Economic Theory est le premier à critiquer la théorie économique du point de vue de l'empirisme logique. Il reproche à la théorie économique de ne pas avoir de contenu testable À sa suite, Paul Samuelson va développer une approche qualifiée d'« opérationaliste » par Daniel Hausman visant à donner une place importante au comportement des individus mais qui entre en conflit avec une volonté d'avoir une théorie économique. Fritz Machlup accuse Hutchinson et Samuelson de vouloir directement atteindre les postulats de la théorie économique au lieu de se focaliser sur leur conséquences observables.
Milton Friedman dans son livre The Methodology of Positive Economics, l'ouvrage le plus influent de la période insiste sur le fait que la science et la théorie ont exclusivement un but prédictif. Aussi l'important pour juger d'une théorie ne réside pas dans le caractère réaliste ou non des hypothèses mais dans la capacité de la théorie à prédire ce qui va se passer.

## Méthodes

### Modélisation

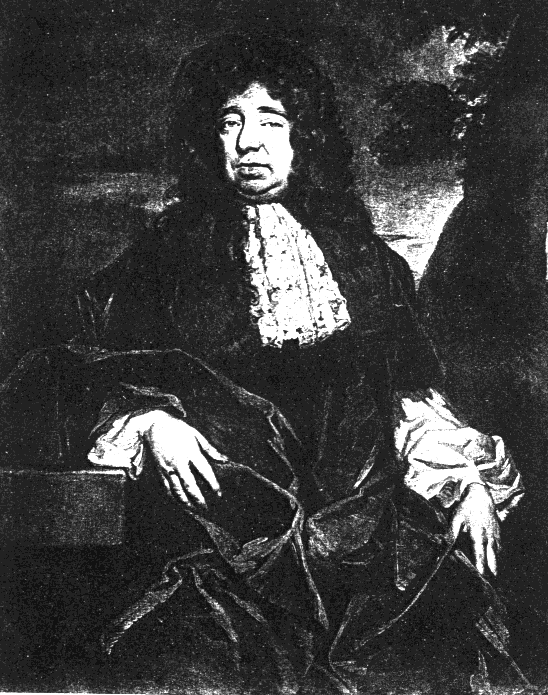
William Petty, considéré par Schumpeter comme un des précurseurs des études empiriques, plus spécifiquement l'économétrie.

La théorie économique a recours à la modélisation pour appréhender le réel.
Cette modélisation s'appuie souvent sur un formalisme mathématique.
Au XIXe siècle, les économistes français comme Jules Dupuit ou Augustin Cournot ont été pionniers dans l'utilisation des mathématiques.
Au XXe siècle, Paul Samuelson a grandement contribué à uniformiser le formalisme mathématique des modèles économiques.
Dans la seconde moitié du XXe siècle, le développement de la théorie des jeux a largement renouvelé la modélisation économique.

### Méthodes statistiques
La branche de l'économie consacrée plus spécifiquement à l'étude quantitative des modèles économiques est l'économétrie.
L'usage des modèles statistiques en économie s'est développé avec la création de la Société d'économétrie en 1930 et de la revue Econometrica en 1933. Depuis lors, l'économétrie n'a cessé de se développer et de prendre une importance croissante au sein de la science économique. Aujourd'hui, l'on distingue l'économétrie théorique de l'économétrie appliquée. L'économétrie théorique se focalise essentiellement sur deux questions, l'identification et l'estimation statistique. Tandis que l'économétrie appliquée utilise les méthodes économétriques pour comprendre des domaines de l'économie comme l'analyse du marché du travail, l'économie de l'éducation ou encore tester la pertinence empirique des modèles de croissance.
L'économétrie a pris une place de plus en plus importante dans les publications scientifiques depuis la seconde moitié du XXe siècle. On estime en effet qu'en 2011, 80% des articles publiés dans les meilleures revues en économie contiennent au moins un test empirique.

### Méthodes expérimentales

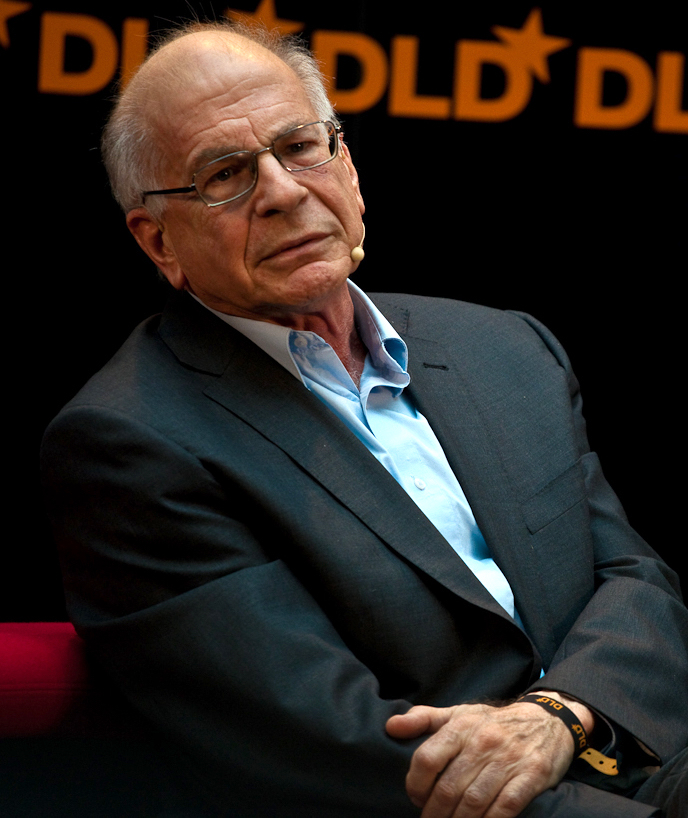
Daniel Kahneman a diffusé en économie la méthode des expériences de laboratoire et remis en cause les hypothèses standards de la théorie de la décision rationnelle. Il a reçu le prix de la Banque de Suède en sciences économiques en mémoire d'Alfred Nobel en compagnie de Vernon Smith.

Depuis les travaux des psychologues Amos Tversky et Daniel Kahneman et de Vernon Smith, les expériences de laboratoire sont devenues une méthode à part entière en sciences économiques pour valider empiriquement la pertinence des théories économiques. Ainsi, les travaux expérimentaux en théorie de la décision ont montré que les agents ne se comportaient pas selon la théorie de l'utilité espérée (théorie développée par John von Neumann et Oskar Morgenstern dans Theory of Games and Economic Behavior). La théorie des perspectives, développée par Amos Tversky et Daniel Kahneman (Kahneman et Tversky 1979), est plus conforme aux résultats expérimentaux.
Parallèlement aux expériences de laboratoires, les économistes développent également des expériences de terrain à grande échelle pour tester des théories économiques ou encore évaluer l'effet de politiques publiques. Ces méthodes se sont largement développées depuis les années 1990. En économie du développement par exemple, les économistes Esther Duflo et Abhijit Banerjee ont largement diffusé l'usage de ces méthodes, notamment à travers la création d'un institut voué à ces méthodes, le Abdul Latif Jameel Poverty Action Lab.

## Place de l'économie dans la société

### Liens avec le pouvoir politique
Dès le XVIe siècle et l'avènement du mercantilisme, l'économie est à la fois une discipline qui cherche à comprendre le monde et une discipline qui vise à orienter les politiques publiques. Avec le glissement de la notion d'économie politique à la notion de science économique au milieu du XXe siècle, l'économie a partiellement gommé sa nature politique.

### Rôle de l'économie dans le développement durable

Le développement durable est une nouvelle conception du bien commun, appliquée à l'économie, la société et l'environnement.

Le développement durable vise à instaurer des normes qui permettent de satisfaire les besoins humains, avec une triple préoccupation de protection de l'environnement, d'équité sociale, et de performance économique, non seulement pour le présent mais également pour le futur. Le terme a été utilisé par le rapport Brundtland (1987) qui lui a donné sa légitimité et sa signification de « développement qui satisfait les besoins du présent sans compromettre ceux des générations futures ».
C'est en 1992, au sommet de la Terre de Rio de Janeiro, qu'ont été définis les trois piliers du développement durable, ainsi que l'agenda 21 pour les collectivités territoriales, qui reprend la triple préoccupation économique, sociale, et environnementale. Les Nations unies ont défini en septembre 2015 dix-sept objectifs de développement durable qui, tout étant lié, concernent tous directement ou indirectement l'économie. Par exemple, l'objectif no 12 vise à « établir des modes de consommation et de production durables », étant donné que « La consommation et la production mondiales — véritables moteurs de l’économie mondiale — reposent sur une utilisation de l’environnement et des ressources naturelles d’une manière qui continue à avoir des effets destructeurs sur la planète ».

### Responsabilité sociétale des entreprises
La responsabilité sociétale (ou sociale) des entreprises (corporate social responsibility en anglais) consiste en l'application des principes de développement durable à l'entreprise. Les entreprises sont ainsi invitées à viser des objectifs de triple performance environnementale, sociale et économique dans leur stratégie (triple bottom line en anglais). On a vu ci-dessus le rôle de précurseur qu'a joué l'économiste keynésien Howard Bowen dans l'émergence de cette notion, avec la publication dès 1953 de son ouvrage fondateur Social Responsibilities of the Businessman.

## Liens avec d'autres disciplines
L'économie est une science sociale. Elle partage avec d'autres sciences sociales certains sujets d'études et certaines méthodes.

### Liens avec l'anthropologie

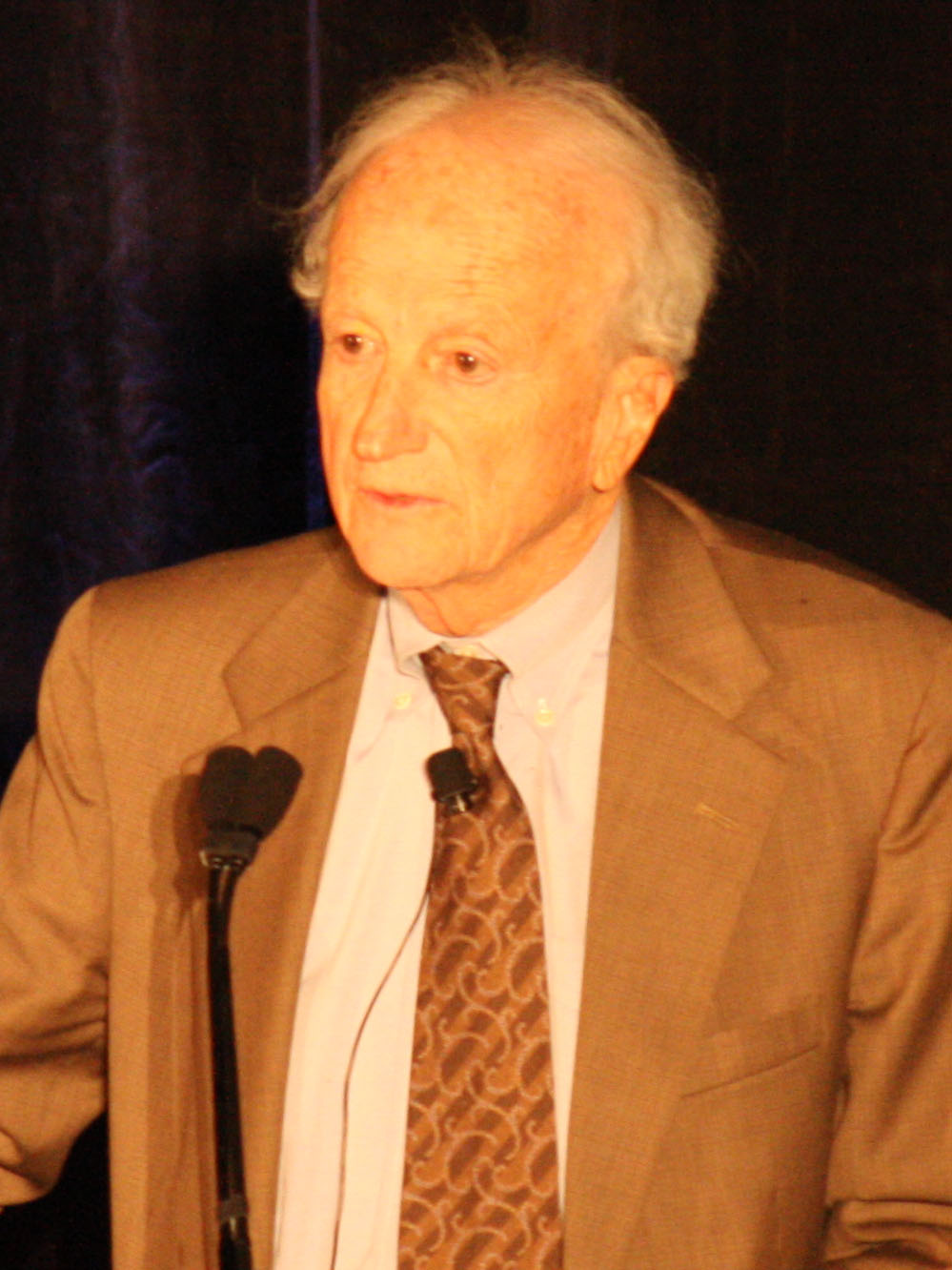
Gary Becker a appliqué les méthodes de la théorie économique à la compréhension de phénomènes sociaux comme l'éducation, les discriminations, la famille, l'addiction ou encore la criminalité.

En étudiant les formes de l'échange dans les sociétés non occidentales, les anthropologues ont découvert d'autres formes que le marché ou le troc. En particulier, en prenant appui sur les travaux de Bronisław Malinowski, Marcel Mauss a mis en évidence le rôle du don comme système d'échange économique.

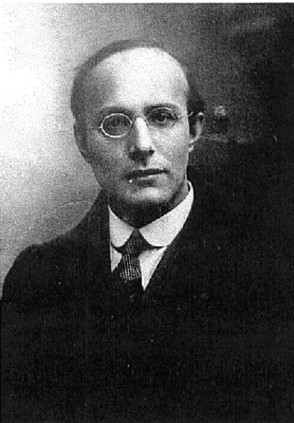
Dans La Grande Transformation (1944), Karl Polanyi (1886-1964) montre comment l'économie est encastrée dans le social.

### Liens avec la sociologie
Depuis les travaux de Gary Becker sur la famille (Becker 1981), la criminalité (Becker 1957) ou l'éducation (Becker 1964), les sciences économiques ont tendance à explorer des sujets d'ordinaire réservés à la sociologie. On désigne par impérialisme économique cette tendance des sciences économiques à analyser des sujets traditionnellement du domaine de la sociologie.
À l'inverse, la sociologie économique analyse l'économie avec les outils et les théories sociologiques. Ainsi les travaux de Mark Granovetter ont montré l'importance des réseaux sur le marché du travail (ce que les économistes avaient ignoré jusque-là). De même, les travaux de sociologie des marchés montrent le caractère socialement construit des marchés à l'opposé de la vision naturaliste des économistes.

### Liens avec la psychologie
Les travaux pionniers de Daniel Kahneman et Amos Tversky sur la théorie de la décision en univers risqué (Kahneman et Tversky 1978) ont donné lieu à un domaine de recherche qui relève à la fois de la psychologie et de l'économie.

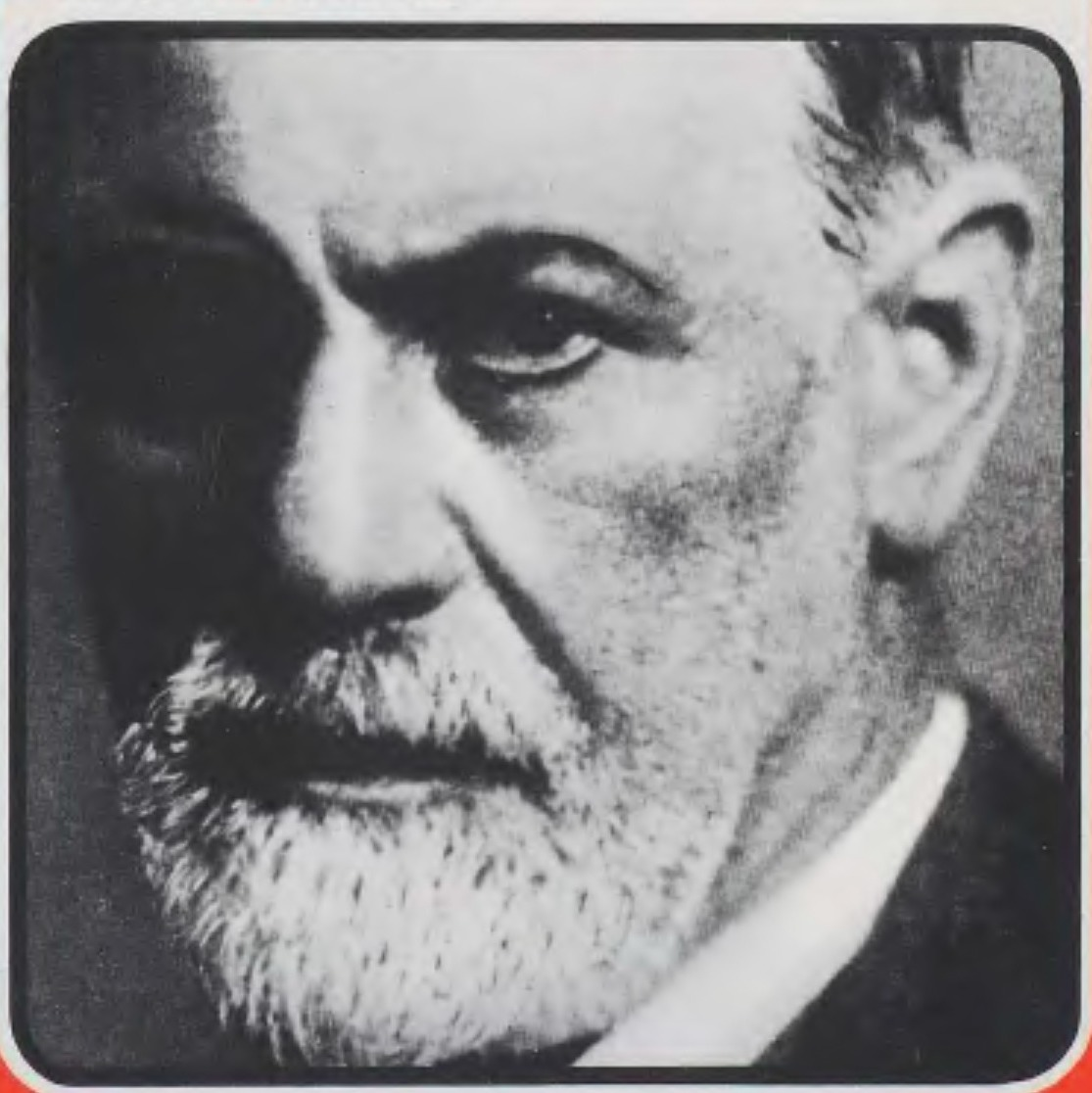
En psychanalyse, le « point de vue économique » se rapporte à la répartition d'une énergie quantifiable d'ordre pulsionnel.

### Liens avec la psychanalyse
En métapsychologie psychanalytique, le « point de vue économique » est l'un des trois points de vue que distingue Sigmund Freud, les deux autres étant le « point de vue topique » et le « point de vue dynamique ». En tant que processus psychique, il consiste en la circulation et répartition d'une énergie quantifiable d'ordre pulsionnel (dite aussi énergie pulsionnelle).[pertinence contestée]

### Liens avec les sciences politiques

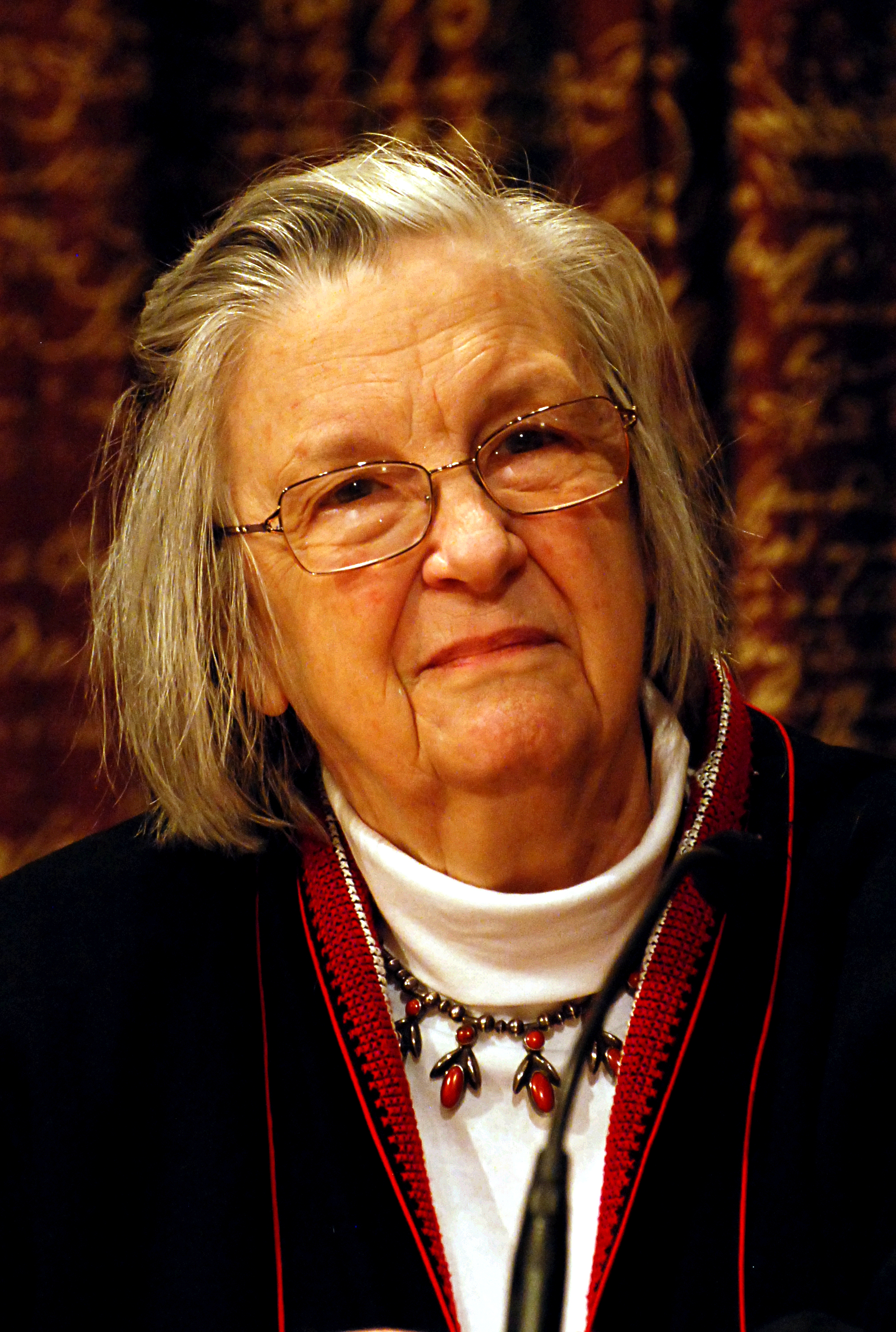
Elinor Ostrom (1933-2012) est à la fois la première femme récipiendaire du prix de la Banque de Suède en sciences économiques en mémoire d'Alfred Nobel et la première politologue à recevoir ce prix. Elle a été primée pour ses travaux sur la gouvernance des communs.

Jusqu'au milieu du XIXe siècle, les auteurs spécialisés dans les questions sociales ne faisaient pas de distinction entre leurs écrits relevant de la science politique et leurs écrits relevant de l'économie. La révolution marginaliste a conduit à une plus grande séparation entre la science politique et l'économie. L'économie s'est alors recentrée sur les mécanismes des prix sur un marché et adopté des outils mathématiques alors que la science politique est restée dans une tradition plus littéraire.
Pendant la première moitié du XXe siècle, la science politique et l'économie ont eu des agendas séparés. À la fin des années 1950 et au début des années 1960, les économistes[à vérifier] ont utilisé leur corpus théorique pour analyser le comportement de l'électeur et des hommes politiques.

### Liens avec les neurosciences
Dans la lignée des travaux en économie comportementale, la neuroéconomie utilise les méthodes des neurosciences cognitives pour comprendre la manière dont les agents prennent leurs décision.

### Liens avec la physique
L'éconophysique est une discipline qui utilise des modèles de physique statistique pour étudier des phénomènes économiques.

### Liens avec les sciences de gestion
La gestion est la mise en pratique des théories économiques de l'entreprise par l'utilisation de méthodes et d'indicateurs spécifiques aux différentes fonctions représentées dans l'organisation. Il existe d'étroites relations entre la théorie économique et la gestion. La différence tient dans le caractère plus appliqué et plus explicitement normatif de la gestion. Certains spécialistes des sciences de gestion réduisent l'objet de la gestion à l'entreprise, d'autres l'élargissent à toutes organisations humaines. Dans le sens de sciences et de techniques d'administration, la gestion s'est départementalisée en suivant le découpage en fonction dans les organisations (gestion commerciale : Commerce, gestion financière (analyse financière) : Finance, gestion de production : Production industrielle par exemple…).

## Place des femmes en économie

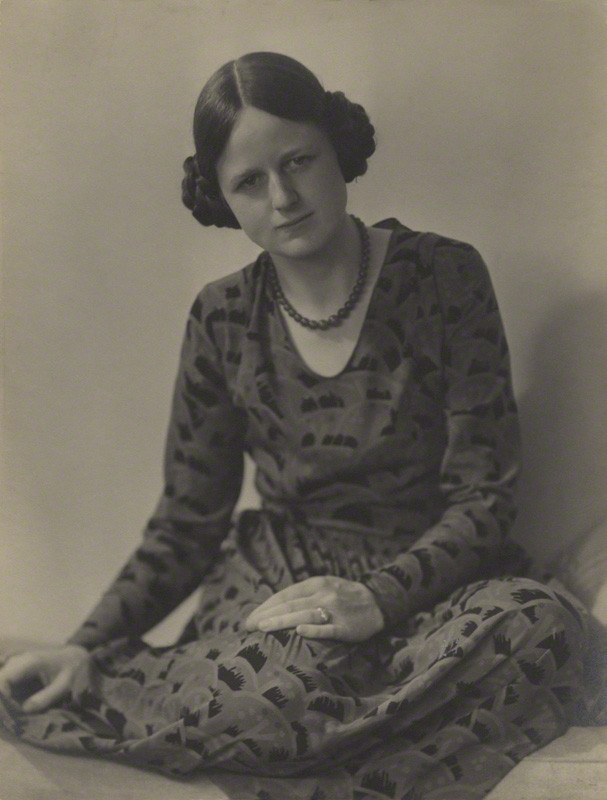
Joan Robinson (1903-1983) est une des rares femmes économistes du courant du XXe siècle. Elle est une figure importante de l'école de Cambridge et du keynésianisme.

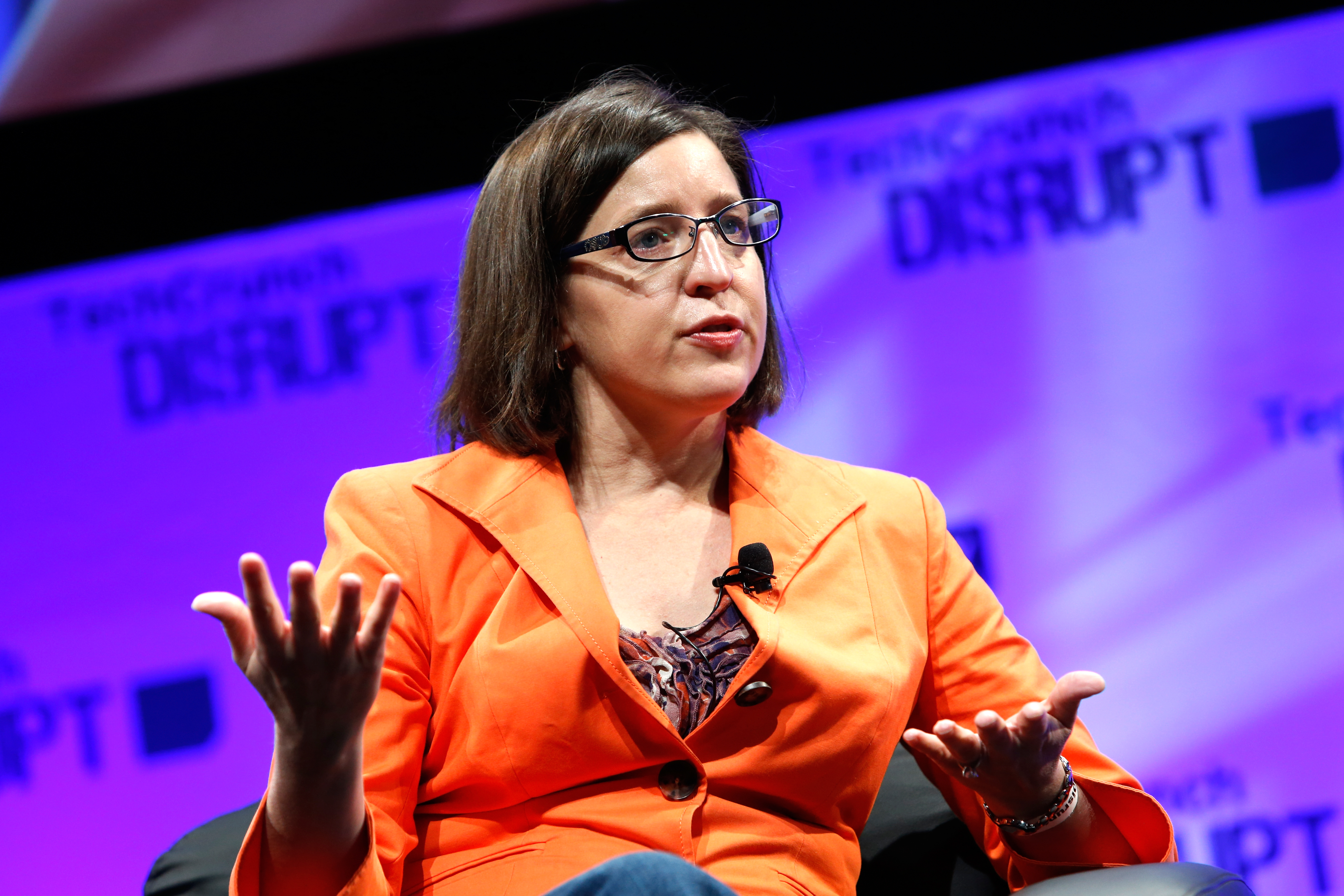
Susan Athey (1970-) est la première femme lauréate de la médaille John-Bates-Clark.

L'économie est une discipline qui a longtemps été largement dominée par les hommes. On peut souligner cependant quelques figures de femmes économistes. Harriet Martineau (1802-1876) a joué un rôle important dans la diffusion de la pensée des classiques. Charlotte Perkins Gilman publie également de nombreux ouvrages théoriques en économie et sociologie sur la place des femmes.
Mary Paley Marshall (1850-1944) a été la première lecturer (maîtresse de conférence) dans une faculté d'économie au Royaume-Uni. Elle est l'autrice de The Economics of Industry avec son mari Alfred Marshall. Joan Robinson (1903-1983) a été une économiste importante. Enfin Anna Schwartz (1915-2012) est une spécialiste d'histoire économique qui a notamment écrit A Monetary History of the United States, 1867–1960 (1963) avec Milton Friedman.
Seules trois femmes ont reçu le prix Nobel d'économie : Elinor Ostrom en 2009, Esther Duflo en 2019 et Claudia Goldin en 2023, et cinq la médaille John-Bates-Clark : Susan Athey en 2007, Esther Duflo en 2010, Amy Finkelstein en 2012, Emi Nakamura en 2019 et Melissa Dell en 2020.
En 2017, une étude a fait scandale dans la profession en révélant les commentaires sexistes sur un site de rumeurs sur le marché du travail des postes académiques en économie aux États-Unis. Cette étude a mis en lumière un environnement toxique envers les femmes dans la profession.
Les femmes sont nettement sous représentées dans la profession (19 % des auteurs dans la base RePEc en 2018) et la proportion de femmes n'augmente pas, quoique la situation soit plus favorable pour les femmes en France qu'aux États-Unis. Christine Lagarde par exemple, a été ministre de l'Économie française (2007-2011), puis directrice générale du Fonds monétaire international (2011-2019) avant de prendre le poste de présidente de la Banque centrale européenne (2019-). « Au niveau du corps enseignant, l’Hexagone est en meilleure position que les États-Unis. « Alors qu'outre-Atlantique, seulement 29 % des “assistants professors” et 14 % des “full professors” en économie sont des femmes, la situation est un plus équilibrée en France : la proportion de femmes maîtres de conférences était de 43 % en 2016, et celle des femmes professeurs des universités, de 24 % » » . 

## Critiques et controverses

### Contestation de la scientificité de l'économie
L'économie ne répond pas aux critères de scientificité établis par Karl Popper. L'économie ne peut, en effet, dégager de lois, comme le ferait la physique. L’appellation d'« économie politique » en filiation d'avec les autres sciences sociales est aujourd'hui revendiquée en opposition d'une scientificité de l'économie proche des sciences naturelles.

### Capacité prédictive
La capacité de l'économie comme discipline à fournir des prédictions solides sur l'évolution de l'économie a été remise en question à l'occasion de certaines crises économiques, telles que la grande récession de 2008.

### Mathématisation
L'évolution de l'économie vers une mathématisation accrue a été source de critiques.

## Prix et distinctions
Depuis 1969, la Banque de Suède décerne annuellement le prix de la Banque de Suède en sciences économiques en mémoire d'Alfred Nobel communément appelé prix Nobel d'économie. Il est le prix le plus prestigieux de la discipline.
Après ce prix, la médaille John-Bates-Clark est la récompense la plus prestigieuse en économie.
Il existe des prix par pays (le cas de médaille John-Bates-Clark pour les Etats-Unis d'Amérique, Prix du meilleur jeune économiste de France pour la France, Prix Nakahara pour le Japon, etc.), pour la promotion du genre (le Prix Elaine-Bennett pour la recherche nommée d'après l'économiste Elaine Bennett), par région ou continent (le cas Prix Yrjö-Jahnsson pour le continent européen, par exemple), pour un domaine spécifique (le cas de Prix Fischer-Black la finance, le cas de Prix IZA de l'économie du travail pour l'économie du travail, par exemple), etc.
Elinor Ostrom est devenue en 2009 la première femme lauréat du Prix Nobel d'économie pour ses recherches sur la gouvernance économique, et en particulier, celle des biens communs »,.
En 2019 le prix Nobel d'économie est attribué pour la première fois à une femme française, Esther Duflo, et son équipe pour leurs travaux sur la lutte contre la pauvreté.

### Ouvrages fondamentaux
- Xénophon, L'Économique
- Aristote, Éthique à Nicomaque 5.5 et Politique I, 8-10
- Aristote, Économiques, texte établi par B. A. van Groningen, traduction par André Wartelle, Les Belles Lettres, 2002 (trois livres pas entièrement attribués à Aristote).
- Antoine de Montchrestien, Traité d'économie politique, 1615
- Richard Cantillon, Essai sur la nature du commerce en général, 1755 (lire sur Wikisource)
- François Quesnay, Tableau économique, Versailles, 1759
- Adam Smith (trad. de l'anglais), Recherches sur la nature et les causes de la richesse des nations [« An Inquiry into the Nature and Causes of the Wealth of Nations »], 1776 (lire sur Wikisource)
- Thomas Malthus (trad. de l'anglais), Essai sur le principe de population [« An Essay on the Principle of Population »], Londres, 1798 (lire sur Wikisource)
- Jean-Baptiste Say, Traité d'économie politique, 1803 (lire sur Wikisource)
- David Ricardo (trad. de l'anglais), Des principes de l'économie politique et de l'impôt [« On the Principles of Political Economy and Taxation »], 1817 (lire sur Wikisource)
- John Stuart Mill (trad. de l'anglais), Principes d'économie politique [« Principles of Political Economy »], 1848
- Karl Marx (trad. de l'allemand), Le Capital [« Das Kapital »], 1867
- Carl Menger (trad. de l'allemand), Principes d'économie [« Grundsätze der Volkswirtschaftslehre »], 1871
- (en) William Stanley Jevons, Theory of Political Economy, 1871, 278 p.
- (en) Alfred Marshall et Mary Paley Marshall, The Economics of Industry, Bastian Books, 1879, 252 p. (ISBN 978-0-554-52524-2)
- Léon Walras, Éléments d’économie politique pure : ou théorie de la richesse sociale, 1874
- Alfred Marshall (trad. de l'anglais), Principes d'économie politique [« Principles of Economics »], 1890
- (de) Carl Menger, Die Social-Theorien der Classichen National-Oekonomie und die modern Wirschaftspolitie, Vienne, Neue Freie Presse, 1891
- Thorstein Veblen, The Theory of the Leisure Class (œuvre écrite), Macmillan Publishers, New York, 1899.
- Vilfredo Pareto, Manuel d'économie politique, V. Giard & E. Brière, 1909
- John Maynard Keynes, Théorie générale de l'emploi, de l'intérêt et de la monnaie, 1936
- (en) A.C. Pigou, The Economics of Welfare, Londres, Macmillan Co., 1948, 4e éd. (1re éd. 1932)
- (en) Joseph A. Schumpeter, History of Economic Analysis, Oxford, Oxford University Press, 7 mars 1954, 1260 p. (ISBN 978-0-19-510559-9)
- (en) John von Neumann et O. Morgenstern, Theory of Games and Economic Behavior, Princeton, Princeton University Press, 1944
- (en) P. A. Samuelson, Foundations of Economic Analysis, Cambridge, Mass., Harvard University Press, 1947
- (en) Milton Friedman, The Methodology of Positive Economics, Essays in Positive Economics, Chicago, University of Chicago Press, 1953
- Kenneth Arrow, Social Choice and Individual Values, New York, Wiley, 1951 (ISBN 0-300-01364-7)
- (en) Gary S. Becker, The Economics of Discrimination, Chicago, University of Chicago Press, 1957, 1re éd., 167 p. (ISBN 0-226-04115-8)
- (en) Anthony Downs, An Economic Theory of Democracy, Prentice Hall, 1957, 1re éd. (ISBN 978-0-06-041750-5)
- (en) Gary S. Becker, Human Capital : A Theoretical and Empirical Analysis, with Special Reference to Education, Chicago, University of Chicago Press, 1964, 1re éd., 390 p. (ISBN 978-0-226-04120-9)
- (en) Gary S. Becker, A Treatise on the Family, Cambridge, MA, Harvard University Press., 1981, 424 p. (ISBN 0-674-90698-5)
- (en) Milton Friedman et Anna Schwartz, A Monetary History of the United States, 1867–1960, Princeton University Press, 1963, 888 p. (ISBN 978-0-691-00354-2)
- (en) Milton Friedman, Capitalism and Freedom : Fortieth Anniversary Edition, The University of Chicago Press Books, 1962, 230 p. (ISBN 978-0-226-26421-9, lire en ligne)
- (en) Friedrich Hayek, The Road to Serfdom : text and documents, Chicago, The University of Chicago Press Books, 1944, 304 p. (ISBN 978-0-226-32054-0)
- John Stuart Mill, Sur la définition de l'économie politique; et sur la méthode d'investigation qui lui est propre, Michel Houdiard Éditeur, 20031844
- (en) Steve Keen, Debunking Economics : The Naked Emperor of the Social Sciences, Zed Books, 2001
- Jean Tirole, Économie du bien commun, Presses universitaires de France, 2016.

### Articles fondamentaux
- (en) Ronald H. Coase, « The Nature of the Firm », Economica, vol. 4, no 16,‎ novembre 1937, p. 386-405 (DOI 10.1111/j.1468-0335.1937.tb00002.x)
- Paul A. Samuelson, « The Pure Theory of Public Expenditure », The Review of Economics and Statistics, The MIT Press, vol. 36, no 4,‎ novembre 1954, p. 387-389 (DOI 10.2307/1925895, JSTOR 1925895)
- (en) Ronald H. Coase, « The Problem of Social Cost », Journal of Law and Economics, vol. 3,‎ octobre 1960, p. 1-44 (JSTOR 724810, lire en ligne)
- (en) Robert Solow, « Technical Change and the Agregate Production Function », The Review of Economics and Statistics, vol. 39, no 3,‎ août 1957, p. 312-320 (JSTOR 1926047)
- (en) Robert Solow, « A Contribution to the Theory of Economic Growth », Quarterly Journal of Economics, vol. 70, no 1,‎ 1956, p. 65-94 (DOI 10.2307/1884513, lire en ligne)
- (en) Alban W. Phillips, « The relation between unemployment and the rate of change of money wage rates in the United Kingdom, 1861–1957 », Economica,‎ 1958, p. 283-299
- (en) Milton Friedman, « The Social Responsibility Of Business Is to Increase Its Profits », The New York Times,‎ 13 septembre 1970 (lire en ligne)
- (en) George Akerlof, « The Market for Lemons : Quality Uncertainty and the Market Mechanism », Quarterly Journal of Economics, vol. 84, no 3,‎ août 1970, p. 488-500 (JSTOR 1879431)
- (en) George J. Stigler, « The Theory of Economic Regulation », The Bell Journal of Economics and Management Science, vol. 2, no 1,‎ printemps 1971, p. 3-21 (JSTOR 3003160)
- (en) Anne Osborne Krueger, « The Political Economy of the Rent-Seeking Society », American Economic Review, vol. 64, no 3,‎ 1974, p. 291–303 (JSTOR 1808883)
- (en) Michael C. Jensen et William H Meckling, « Theory of the Firm : Managerial Behavior, Agency Costs and Ownership Structure », Journal of financial Economics, vol. 3, no 4,‎ octobre 1976, p. 305-360 (DOI 10.1016/0304-405X(76)90026-X, lire en ligne)
- (en) Daniel Kahneman et Amos Tversky, « Prospect Theory: An Analysis of Decision under Risk », Econometrica, vol. 47, no 2,‎ 1979, p. 263-291
- (en) N.G. Mankiw, « Real Business Cycles : A New Keynesian Perspective », Journal of Economic Perspective, vol. 3, no 3,‎ été 1989, p. 79-90 (JSTOR 1942761)
- (en) David Card, « The Impact of the Mariel Boatlift on the Miami Labor Market », Industrial and Labor Relations Review, vol. 43,‎ 1990, p. 245-257
- (en) David Card et Alan B. Krueger, « Minimum Wages and Employment : A Case Study of the Fast-Food Industry in New Jersey and Pennsylvania », American Economic Review, vol. 84,‎ 1994, p. 772-793
- (en) John Maynard Keynes, « La Fin du laissez-faire », La pauvreté dans l'abondance, Gallimard,‎ 2002

### Ouvrages sur l'économie
- (en) Daniel M. Hausman, The Inexact and separate science of economics, Cambridge, Cambridge University Press, 1992, 372 p..
- Laville J.L & Cattani A.D (2005) Dictionnaire de l'autre économie (Vol. 123). Desclée de Brouwer.
- Laville J.L (2003) Avec Mauss et Polanyi, vers une théorie de l'économie plurielle (No. 1, p. 237-249). La Découverte.
- Michaël Biziou, Adam Smith et l'origine du libéralisme, Paris, Presses universitaires de France, 2003
- Gilles Campagnolo, Critique de l'économie politique classique, Paris, Presses universitaires de France, 2004
- (en) Barry Clark, Political-economy : A comparative approach, Westport, 1998, 376 p. (ISBN 978-0-275-96370-5, lire en ligne)
- (en) Charles F. Horne, The Code of Hammurabi : Introduction, Forgotten Books, Yale University, 13 novembre 1915, 81 p. (ISBN 978-1-60506-051-4)
- (en) Samuel Noah Kramer, History Begins at Sumer, University of Pennsylvania press, 1er avril 1988 (ISBN 978-0812212761)
- Daniel Villey, Petite histoire des grandes doctrines économiques, Paris, Litec, 1985
- (en) Eli Heckscher, Mercantilism, Allen Unwin, 1955
- Max Blaug, Economic Theory in Retrospect, Cambridge University Press, 1997, 5e éd.
- (en) John B. Davis, « Heterodox Economics, the Fragmentation of the Mainstream and Embedded Individual Analysis », Future Directions in Heterodox Economics, University of Michigan Press,‎ 2006
- (en) Mary S. Morgan et Malcolm Rutherford, « American Economics : The Character of the Transformation », dans From Interwar Pluralism to Postwar Neoclassicism, Duke University Press, 1998, 325 p. (ISBN 9780822323358)
- (en) Ibrahim M. Oweiss, Ibn Khaldun, the Father of Economics, Albany, N.Y., New York University Press, 1988, 365 p. (ISBN 0-88706-698-4)
- David Throsby, Economics and Culture, Cambridge University Press, 2001, 5e éd.

### Articles sur l'économie
- (en) Jean David C. Boulakia, « Ibn Khaldun: A Fourteenth-Century Economist », The Journal of Political Economy, vol. 79, no 5,‎ 1971 (DOI 10.1086/259818)
- (en) L.K. Jha, « Chanakya: the pioneer economist of the world », International Journal of Social Economics, vol. 25, nos 2/3/4,‎ 1998, p. 267-282 (DOI 10.1108/03068299810193443)
- (en) Balbir S. Sihag, « Kautilya on publics goods and taxation », History of Political Economy Economics, vol. 37, no 4,‎ hiver 2005, p. 723-753 (DOI 10.1215/00182702-37-4-723)
- (en) J.R. Hicks, « M. Keynes and the Classics : A Suggested Interpretation », Econometrica, vol. 5, no 2,‎ avril 1937, p. 147-159 (JSTOR 1907242)
- (en) Ng Yew-Kwang, « Business Confidence and Depression Prevention: A mesoeconomic Perspective », American Economic Review, vol. 82, no 2,‎ mai 1992, p. 365-371 (JSTOR 2117429)
- Guillaume Quiquerez, « Essai sur la définition de la philosophie économique », Revue de philosophie économique, vol. 16, no 2,‎ 2015

### Ouvrages de vulgarisation
- Renaud Chartoire et Sophie Loiseau, L'Économie, Nathan, coll. « Repères », 2005, 159 p.
- (en) Steven Levitt et Stephen Dubner, Freakonomics : A Rogue Economist Explores the Hidden Side of Everything, William Morrow, 2005, 242 p.
- Alexandre Delaigue et Stéphane Ménia, Sexe, drogue… et économie, Pearson, 2008
- Bernard Maris, Antimanuel d'économie, t. 1 : Les Fourmis, Rosny-sous-Bois, Bréal, 2003, 359 p. (ISBN 2-7495-0078-8, lire en ligne)
- Bernard Maris, Antimanuel d'économie, t. 2 : Les Cigales, Rosny-sous-Bois, Bréal, 2006, 359 p. (ISBN 2-7495-0078-8, lire en ligne)
- Pierre Cahuc, La Nouvelle microéconomie, Paris, Repères La découverte, 1993
- Anne Perrot, Les Nouvelles Théories du Marché du Travail, Paris, Repère La découverte, 1998
- Stéphane Foucart, Comment l'économie est devenue religion, Folio, 2020
- Michael Goodwin et Dan E. Burr (trad. de l'anglais), Economix : la première histoire de l'économie en BD, Paris/impr. en Italie, Les Arènes, 2019, 4e éd., 354 p. (ISBN 978-2-7112-0118-1)

### Articles de vulgarisation
- Denis Clerc, « Nouveaux keynésiens, les chantres du salaire d'efficience », Alternatives économiques, no 168,‎ mars 1999 (résumé)
- « Robert Solow », Alternatives économiques poche, no 21,‎ 2005 (lire en ligne, consulté le 30 juin 2010)
- Erik S. Reinert et Arno M. Daastol, « L’autre canon : Histoire de la science économique à la Renaissance », Perspectives Libres : « Le retour de l’État », nos 13-14,‎ 2015

### Manuels d'économie
- Edmund Phelps, Économie politique, Paris, Fayard, 2007
- Paul Krugman et Robin Wells, Microéconomie, De Boeck, 2009
- Paul Krugman et Maurice Obstfeld, Économie internationale, De Boeck, 1995
- Peter H. Lindert et Charles P. Kindleberger, Économie internationale, Économica, 1982
- Paul A. Samuelson et William D. Nordhaus, Economics, 2004
- Joseph E. Stiglitz et Carl E. Walsh (trad. Florence Mayer), Principes d'économie moderne, Bruxelles, De Boeck, 2004, 2e éd., 982 p. (ISBN 978-2-8041-4474-6)

### Encyclopédies
- The New Palgrave Dictionary of Economics
- Bernard Guerrien, Dictionnaire de l'analyse économique, La Découverte, 2002

### Articles encyclopédiques
- (en) Craufurd D. Goodwin, « History of economic thought », The New Palgrave,‎ 2008
- (en) R.J Aumann, « Game Theory », The New Palgrave, vol. 3,‎ 1987
- (en) Olivier Blanchard, « Neoclassical Synthesis », The New Palgrave, vol. 3,‎ 1987
- (en) Mark Blaug, « Classical Economics », The New Palgrave, vol. 1,‎ 1987
- (en) Antonietta Campos, « Marginalist Economics », The New Palgrave, vol. 3,‎ 1987
- (en) G.C. Harcourt, « Post-Keynesian Economics », The New Palgrave, vol. 3,‎ 1987
- (en) L. Tarshis, « Keynesian Revolution », The New Palgrave, vol. 3,‎ 1987
- (en) Hal Varian, « Microeconomics », The New Palgrave, vol. 3,‎ 1987
- (en) CF Bastable et Smith Vernon, « Experimental Methods in Economics », The New Palgrave, vol. 3,‎ 1987
- (en) Ernest Mandel, « Marx, Karl Heinrich », The New Palgrave, vol. 3,‎ 1987
- (en) J.E Roemer, « Marxian Value Analysis », The New Palgrave, vol. 3,‎ 1987
- (en) Andrew Glyn, « Marxist economics », The New Palgrave, vol. 3,‎ 1987
- (en) Allan M. Feldman, « Welfare Economics », The New Palgrave, vol. 3,‎ 1987
- (en) David Friedman, « Law and Economics », The New Palgrave, vol. 3,‎ 1987
- (en) Hashem M Pesaren, « Econometrics », The New Palgrave, vol. 2,‎ 1987
- (en) Peter Groenewegen, « Division of Labour », The New Palgrave, vol. 3,‎ 1987
- (en) Gérard Debreu, « Mathematical EconomicsEconometrics », The New Palgrave, vol. 2,‎ 1987

(en) New Palgrave édition 2008
- (en) Roger E. Backhouse, « Marginal Revolution », The New Palgrave,‎ 2008 (lire en ligne)
- (en) Mark Blaug, « The Social Sciences: Economics », The New Encyclopedia Britannica, vol. 27,‎ 2007
- (en) N.A, « Mercantilism », The New Encyclopedia Britannica, vol. 8,‎ 2007